# Delfinarium

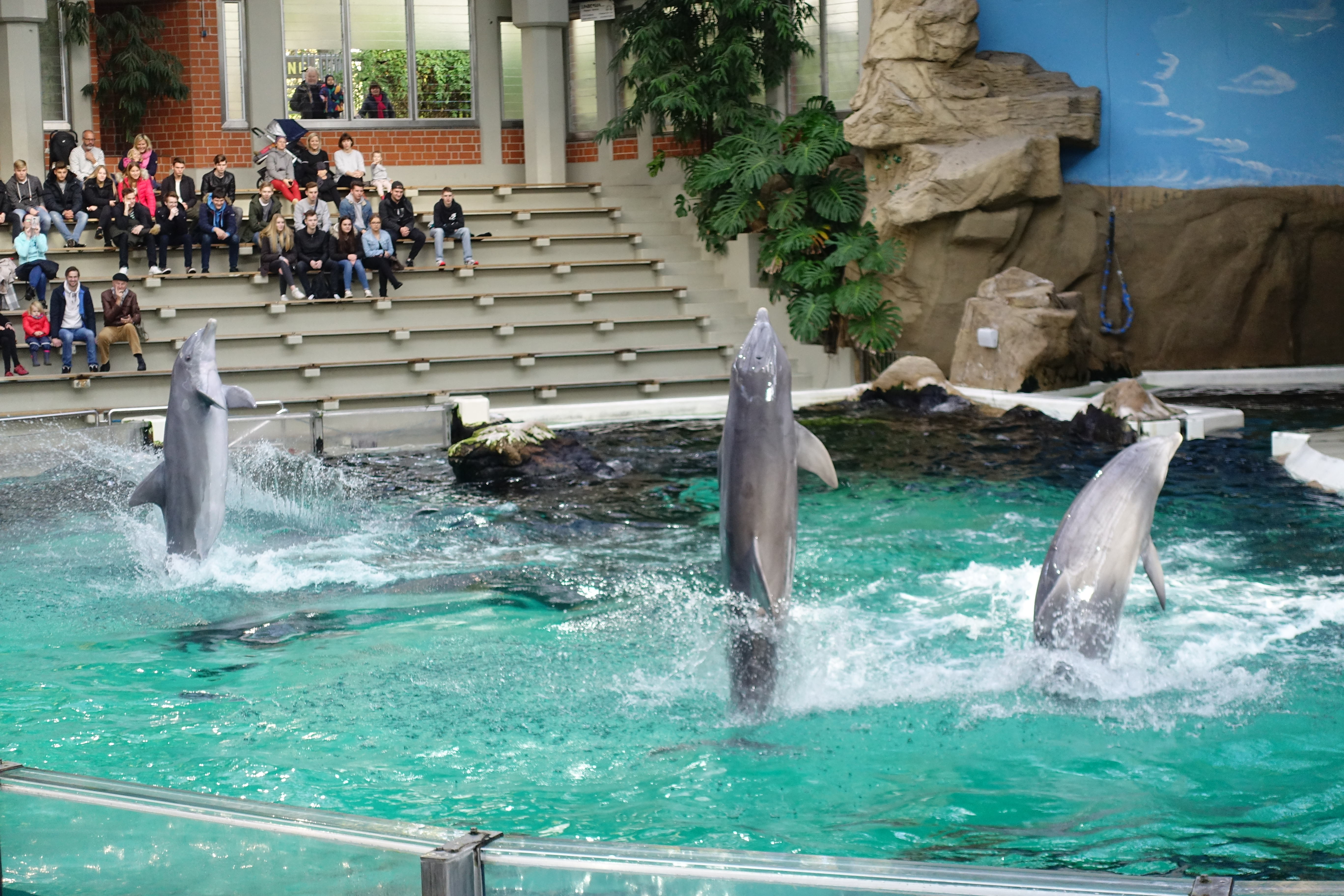
Show im Delfinarium Zoo Duisburg, 2018

Als Delfinarium oder Delphinarium bezeichnet man eine Form der Tierhaltung, in der Delfine oder andere Wale in Gefangenschaft leben. Meist werden sie trainiert und führen Kunststücke vor. Von wissenschaftlich geführten Delfinarien, die Forschung betreiben und sich einem Bildungsauftrag verpflichtet sehen, kann man reine Show-Delfinarien unterscheiden, die ausschließlich der Unterhaltung der Zuschauer dienen. Die häufigste in Delfinarien vertretene Art ist der Große Tümmler; weitere häufiger gehaltene Arten sind Große Schwertwale und Weißstreifendelfine. Die Haltung von Walen und Delfinen in Delfinarien ist umstritten.

## Geschichte

### Delfinarien in Europa und Nordamerika

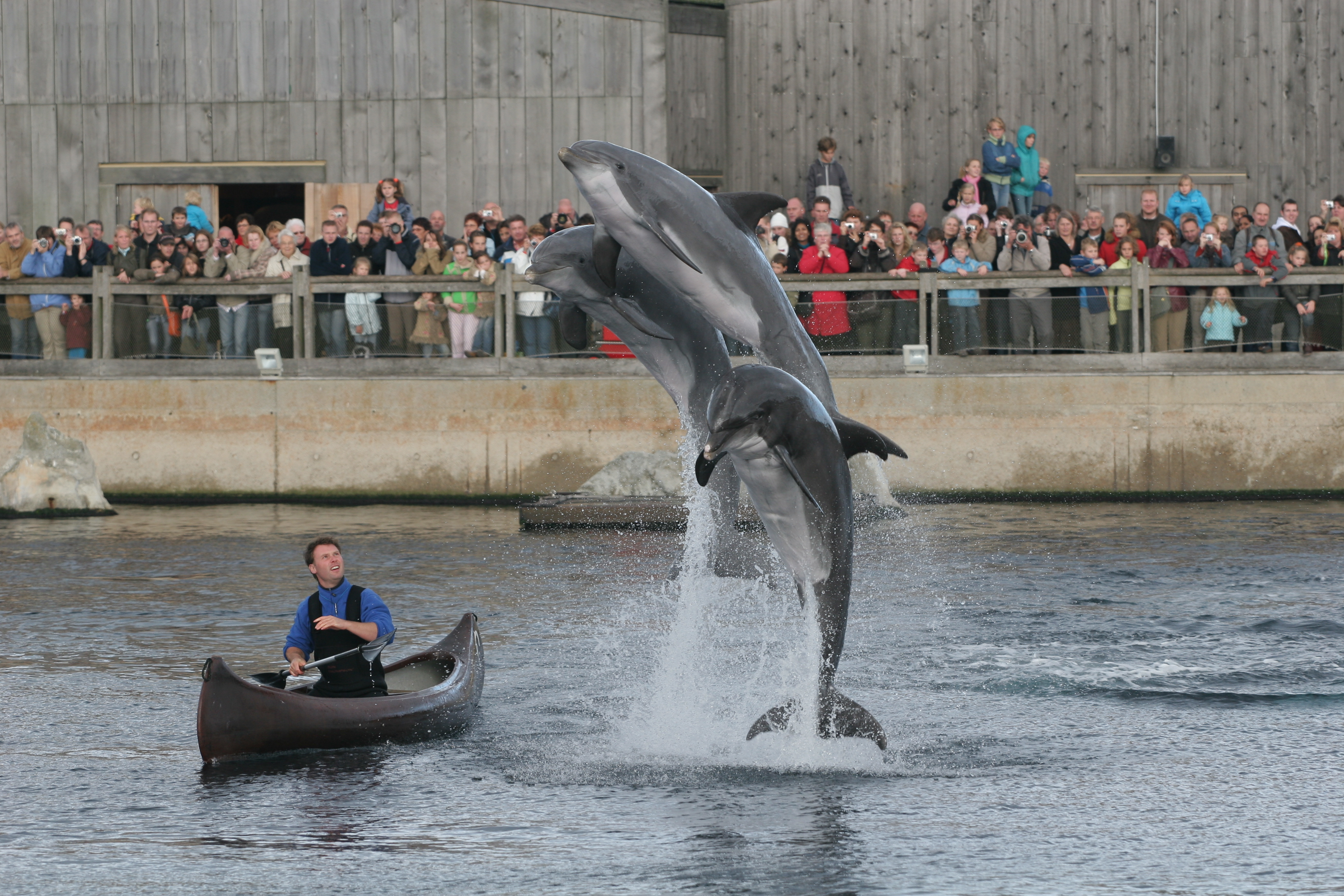
Große Tümmler im Dolfinarium Harderwijk, 2006

Bereits früh wurden Versuche unternommen, Delfine in Zoos zu halten. Jedoch war es lange unmöglich den Anforderungen auch nur im Ansatz gerecht zu werden. In den 1950er Jahren kamen die ersten Delfinarien auf; so eröffnete das Delfinarium des Zoos Lissabon in Portugal 1955. Die Hoch-Zeit der Delfinarien in Europa und Nordamerika begann in den 1960er Jahren und zog sich bis in die 1980er Jahre. Ein Großteil der heutigen Delfinarien auf diesen Kontinenten entstand in diesem Zeitraum. Zu Beginn wurde die Haltung verschiedener Delfinarten erprobt, es zeigte sich jedoch schnell, dass Große Tümmler vergleichsweise robust sind und schnell lernen, weswegen sie schnell die am häufigsten gehaltenen Art waren.
Die Großen Tümmler für die Delfinarien, die überall in Europa und Nordamerika eröffneten, wurden überwiegend im Golf von Mexiko bzw. in der Karibik gefangen, vereinzelt auch im Pazifik. Schwertwale wurden in den 1960er und 1970er Jahren hauptsächlich in Nordamerika, in den 1980er Jahren in den Gewässern um Island gefangen.
Ab den 1980er Jahren verboten immer mehr Länder das Fangen von Delfinen sowie den Import von Wildfängen. Anfang der 1990er Jahre kam der Zustrom von Wildfängen somit zum Erliegen. Die letzten Importe wildgefangener atlantischer Großer Tümmler nach Europa (EU) erfolgten Anfang der 2000er Jahre durch spanische Einrichtungen. In den Nachfolgestaaten der Sowjetunion werden hauptsächlich Schwarzmeer-Tümmler gehalten, eine bedrohte Unterart des Großen Tümmlers. Ihre Fang war für Russland viele Jahre lang profitabel, bis er auf Grund der hohen Bedrohungslage durch die CITES verboten wurde.
Bereits zu Beginn der Delfinhaltung in großem Stil hielten sich die Delfinarien oft nur wenige Jahre, was an der sehr kurzen Lebenserwartung gefangener Delfine lag. Mit dem Ende der Neuimporte sank die Zahl der Delfinarien zunächst. Während einige Delfinarien schlossen, entwickelten sich die übrigen Delfinarien weiter. Das gesammelte Wissen über die Bedürfnisse von Delfinen, die Sozialstruktur von Delfinen und über tierärztliche Behandlung von Delfinen ermöglichte eine stetige Verbesserung der Haltungsbedingungen. Von den 1990er Jahren bis in die 2010er Jahre entwickelte sich in Europa und Nordamerika eine Delfinhaltung, die sich deutlich von der der 1960er und 1970er unterscheidet. Unter anderem kann der Bedarf an Delfinen vollständig durch Nachzuchten gedeckt werden und es wird auf stabile Gruppenzusammensetzungen geachtet.
In mehreren Ländern wurde mittlerweile die Haltung und Zucht von Delfinen oder bestimmten Delfinarten verboten. In vielen Ländern gibt es politische Bestrebungen, ein Verbot einzuführen.

### Delfinarien in Asien
Auch zur Hoch-Zeit der Delfinarien in Europa und Nordamerika gab es bereits Delfinhaltungen in Asien. Jedoch entwickelte sich keine starke Sensibilität, was den Schutz der wildlebenden Delfine anging. 2009 deckte der Dokumentarfilm Die Bucht die Geschehnisse bei der alljährlichen Delfin-Treibjagd im japanischen Taiji auf. Die Brutalität sorgte international für Entsetzen. Neben der Tötung der Delfine für Nahrungszwecke spielt dabei auch der Fang vieler lebender Delfine eine Rolle, die abgerichtet und an Delfinarien verkauft werden. Kritik gab auch an internationalen Delfinarien, so hatte SeaWorld in den 1980er Jahren wildgefangene Kleine Schwertwale aus Taiji erworben. Auch waren viele der betroffenen japanischen Delfinarien Teil der akkreditierten Zooverbände Japans (JAZA) und der Welt (WAZA). 2015 verbot die JAZA ihren Mitgliedern endgültig den Kauf neuer Wildfänge aus Taiji.
Während die Beluga-Population in Nordamerikanischen Aquarien hauptsächlich auf Jahrzehnte zurückliegende kanadische Wildfänge zurückgeht und die Orca-Population auf isländische Wildfänge, stammen die Belugas in asiatischen Meeresparks und Aquarien aus russischen Wildfängen. Auch wurden ab 2013 viel Orcas gefangen und an Delfinarien in Russland und China verkauft. Gegenwärtig (29. September 2022) leben mindestens 18 noch recht junge, wildgefangene Orcas in Parks in Russland und China. Ziel ist der Aufbau einer Zuchtpopulation. Aufgrund wachsender Kritik hat Russland ein vorübergehendes Fangverbot verhängt und mehrfach verlängert.

## Programme
Neben Delfinshows bieten Delfinarien und Wasserparks oft noch weitere Aktivitäten an:
In Delfin-Schwimmprogrammen können Besuchergruppen zu den Delfinen ins Wasser steigen und sie berühren. Das gilt jedoch als nicht Risikofrei, so können Große Tümmler durchaus aggressiv gegenüber Menschen sein. Auch besteht das Risiko, dass die Besucher das Wasser mit Keimen belasten.
Mehr als 25 Jahre vor 2008 kam in den USA die Idee auf, dass die Begegnung mit Delfinen eine heilsame Wirkung haben könnte. Seither bieten immer mehr Delfinanlagen Delfintherapien zur Behandlung verschiedener psychischer Erkrankungen und Entwicklungsstörungen an. Die Meinungen über den Nutzen der Delfintherapie gehen stark auseinander. Die kurzfristige Hilfe soll dabei stärker ausfallen, als bei anderen Therapie-Tieren. Bis heute gilt die langfristige Wirksamkeit der Delfintherapie, wie die aller tiergestützten Therapien als wissenschaftlich weder belegt noch widerlegt. Die bekannteste Studie im deutschsprachigen Raum zur Delfintherapie wurde von der Universität Würzburg in Kooperation mit dem Tiergarten Nürnberg unter Leitung von Erwin Breitenbach und Eva Stumpf durchgeführt. Auch dieser Studie werden methodische Mängel vorgeworfen.
In Fütter- und Streichelbecken („petting pools“) können Delfine von Besuchern berührt und gefüttert werden. Hierbei besteht das Risiko von Konkurrenz innerhalb der Gruppe und Verfettung einzelner Tiere durch übermäßiges Füttern.

## Zucht und Zuchtprogramme

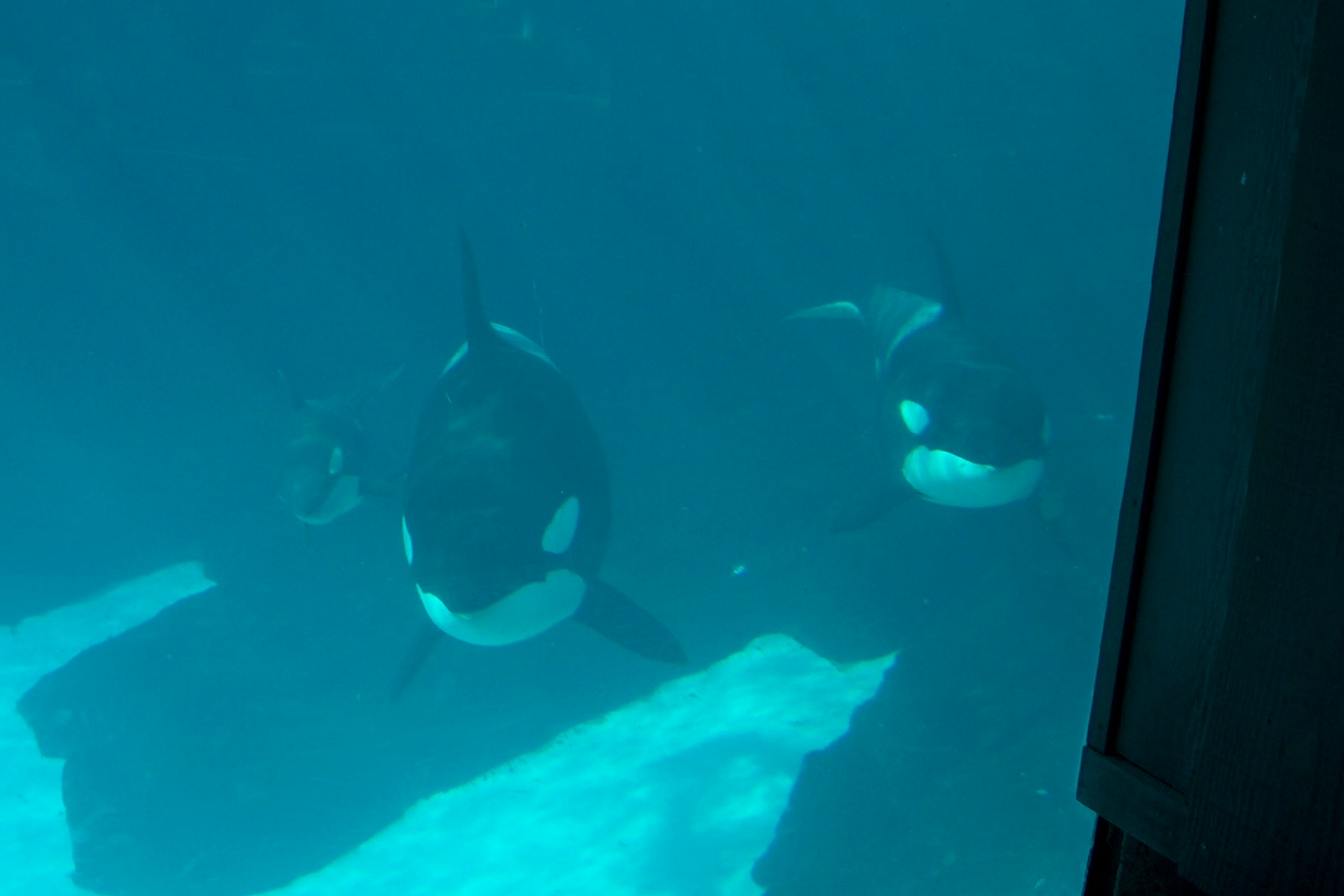
Schwertwal-Dame Kasatka mit Jungtieren Nakai (rechts) und Kalia (links), Seaworld San Diego, Kalifornien

Lange Zeit war nur wenig über die Fortpflanzung von Delfinen bekannt. Insbesondere in den ersten Jahrzehnten der Zucht gab es sehr viele Fehlgeburten und Todesfälle. Durch neue Erkenntnisse und größere Vorsicht konnten jedoch erste Zuchterfolge verbucht werden. Ab den 1980er Jahren stieg die Zahl an erfolgreichen Geburten unter den Großen Tümmlern stetig an. Im Jahr 1990 lebten in den Delfinarien der EU und des Europäischen Wirtschaftsraums 119 Delfine, von denen 12 Tiere (10 %) in menschlicher Obhut geboren waren. Im Jahr 2000 waren es 188 Individuen, von denen 44 % in Delfinarien geboren waren. 2021 lag der Anteil an zoogeborenen Großen Tümmlern in der EU bei 78,5 % von insgesamt 302 Exemplaren.
In Delfinarien wird versucht, Inzucht zu vermeiden, indem die Tiere zu einem anderen Park transportiert werden. Die Trennung kann die bei Walen sehr stark ausgeprägte Mutter-Kind-Beziehung beeinträchtigen. Da die Tiere hochsozial sind, können sie sich an die neue Umgebung und die neuen Gefährten gewöhnen. So entschärft man Konflikte zwischen Delfinen durch Umsiedelung eines der betroffenen Tiere in ein anderes Delfinarium.
Seit dem Jahre 2001 wird mitunter auf künstliche Befruchtung zurückgegriffen, um Transporte zu reduzieren. In Europa sind jedoch fast alle geborenen Delfine auf natürliche Vermehrung zurückzuführen.
Um soziale Probleme zu vermeiden, werden inzwischen hauptsächlich männliche Delfine transportiert. Wenn nötig, werden außerdem oft mehrere Weibchen zusammen transportiert. Transporte und Eingewöhnung werden von Tierärzten und dem Tierpflegepersonal besonders stark überwacht.
Der europäische Zooverband verzeichnete 2010 einen Geburtenüberschuss von 4,7 % bei der Zoopopulation Großer Tümmler. In den Jahren 2012 bis 2015 wurden mehr als doppelt so viele Jungtiere geboren, wie Individuen starben. Um eine Überlastung zu vermeiden, wird versucht, die Zucht etwas zu reduzieren. An Verhütungsmitteln soll ebenfalls geforscht werden. Kastration ist gegenwärtig noch nicht möglich.
In Europa führt die EAZA ein Zuchtprogramm für Große Tümmler. Während es anfangs hauptsächlich um eine Vergrößerung des Bestands ging, liegt inzwischen der Fokus auf dem Halten des stabilen Bestands, da die Population ohne Geburtenkontrolle stark steigen würde.
Die SeaWorld-Parks in den USA führten ein Zuchtprogramm für Orcas. Dieses wurde 2016 eingestellt, die verbliebenen Tiere befinden sich weiterhin im Bestand. Das Zuchtprogramm für Große Tümmler wird fortgesetzt.
In Nordamerika gibt es außerdem Zuchtprogramme für Weißstreifendelfine und Belugas.
In China wurde ein Zuchtprogramm für Orcas mit russischen Wildfängen gestartet. Stand Oktober 2023 wurden mindestens fünf Jungtiere geboren.

## Kritik und Entgegnungen

### Haltung der Tiere
Die Haltung von Delfinen und Orcas in Gefangenschaft ist umstritten. Bemängelt werden neben der Enge und Eintönigkeit des Umfelds auch künstlich aufbereitetes Wasser und die unnatürliche Gruppenzusammensetzung. Auch der Lärm und die dauernde Anwesenheit von Menschen werden kritisiert. Diese Dinge setzten die Tiere unter Stress. In Studien zur Bestimmung des Cortisol-Levels stellte sich heraus, dass Delfine in menschlicher Obhut keineswegs grundsätzlich gestresster sind als Delfine in der Wildnis. Tierschützer halten die Haltungsbedingungen in Delfinarien dennoch für stressig und machen sie für innerartliche Aggressionen, Schwächung des Immunsystems bis hin zu chronischen Krankheiten und Tod verantwortlich. Viele Tiere stünden deshalb auch regelmäßig in medizinischer Behandlung, zum Beispiel wegen Magengeschwüren.
Der Lärm der lebenswichtigen Umwälzpumpen soll eine weitere psychische Belastung für geräuschempfindliche Meeressäuger sein. Delfinarien entgegnen, dass das durch moderne Technik verhindert wird. Insgesamt werde in wissenschaftlich geführten Delfinarien sehr auf das Wohlbefinden der Tiere geachtet.

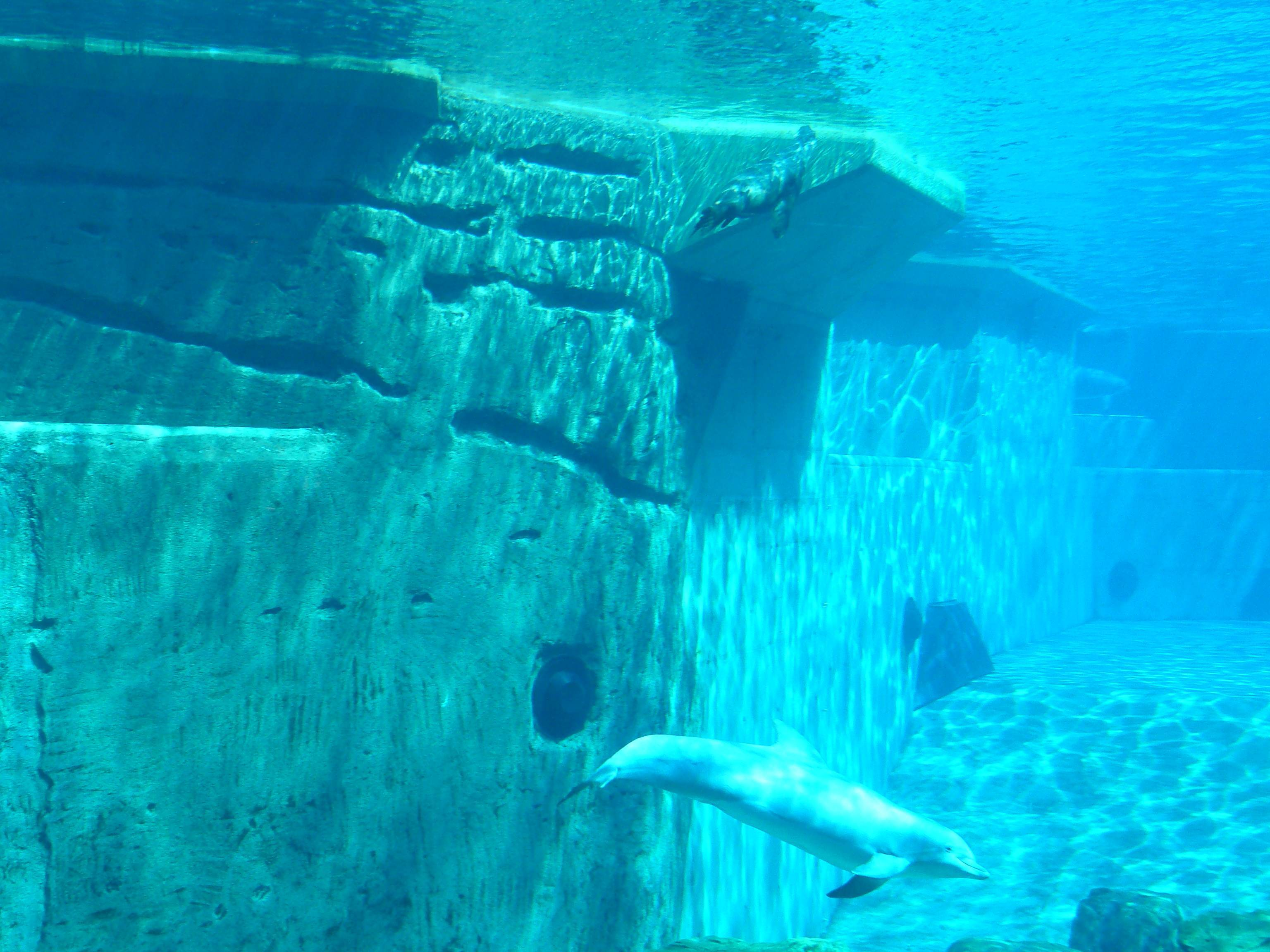
Unterwassereinsicht Delfinlagune Tiergarten Nürnberg, Großer Tümmler und Kalifornischer Seelöwe

Beim Transport außerhalb des Wassers benötigt die Haut der Tiere besonderen Schutz, da längere direkte Bestrahlung mit Sonnenlicht zu Verbrennungen führt. Transporte von Delfinen haben sich daher zu intensiv geplanten und zeitaufwendigen Aktionen entwickelt. Intensiv kritisiert wird auch die Gabe von Medikamenten: So sollen Delfine mit Psychopharmaka wie Diazepam gefügig gemacht werden und aufgrund der schlechten Bedingungen auf viele Medikamente angewiesen sein.
Der niederländische Kommunikationswissenschaftler Cees Kamminga behauptete 1985, dass er bei „gefangenen Zahnwalen einen steten Rückgang an Zahl und Intensität von Lautäußerungen beobachtet“ habe, was auf eine Verkümmerung des Sonars und eine gestörte Psyche durch die Haltung in Betonbecken hinweise.
Zu reinen Showzwecken unterhaltene private Delfinarien standen in Europa unter besonderer Kritik: So gab es Shows, die mit Tieren in mobilen Containern durch die Gegend zogen; andere Unterhalter hielten Tiere außerhalb der Vorstellung in abgedunkelten Wassertanks oder sogar in Hängematten, die mit Wasser berieselt wurden. Im Freizeitpark Conny-Land war eine bis nachts um ein Uhr geöffnete Disko per Glaswand an ein Delfinarium angeschlossen. Das aus den USA eingeflogene Schwertwal-Jungtier Whale war Publikumsmagnet des Oktoberfests 1971 in München und starb bald darauf.
Stark kritisiert wird auch die niedrige Lebenserwartung von Delfinen in Delfinarien; das gilt jedoch als veraltet: Der Nürnberger Zoo berichtete 1985 noch davon, dass die in freier Wildbahn gefangenen Tiere im Schnitt nach weniger als sieben Jahren Gefangenschaft verendet waren. Eine Hauptursache für die extrem hohe Sterblichkeit war wohl die noch geringe Erfahrung der Zoos mit der Haltung von Meeressäugern. Heutzutage wird zum Teil ein Rekordalter erreicht. Im Tiergarten Nürnberg starb 2018 der männliche Große Tümmler „Moby“ im Alter von ca. 58 Jahren. Das Delfinweibchen „Nellie“, das 2014 im Marineland Florida im Alter von 61 Jahren starb, gilt als der älteste dokumentierte Große Tümmler. Die durchschnittliche Lebenserwartung wildlebender Großer Tümmler wird mit 25 Jahren angegeben. Die ältesten lebenden Schwertwale in menschlicher Obhut sind das Weibchen „Corky“ (ca. 59 Jahre; Stand 2024) und das Männchen „Ulises“ (ca. 47 Jahre; Stand 2024) in der SeaWorld San Diego. Der älteste Beluga, das Männchen „Ferdinand“ in der SeaWorld San Diego, das 1975 gefangen wurde und bis 2004 im Zoo Duisburg lebte, starb im Jahr 2023.

### Herkunft der Tiere
Ebenfalls umstritten ist die Herkunft der Delfine. Während in Europa und Nordamerika eine nachhaltige Zucht existiert, wird insbesondere im asiatischen Raum auf Wildfänge zurückgegriffen.
2010 erhielt das Delfinarium in Constanta, Rumänien zwei pazifische Große Tümmler aus einem Aquarium in China, ihr offizieller Status als Nachzuchten wird angezweifelt. Das Delfinariu Constanta ist jedoch nicht Mitglied der EAZA. 2008 entstammten bereits zwei Drittel aller Großen Tümmler in Nordamerika der Nachzucht. Von Nachhaltigkeit kann insoweit gesprochen werden, dass es dort auch Nachzuchten in dritter Generation gibt. Amerikanische Delfinarien sind – nach eigener Aussage – daher nicht mehr auf Wildfänge angewiesen. Tierrechtsorganisationen kritisieren, dass die Sterblichkeit von Delfinen in Delfinarien höher sei, als in der Wildnis.
Auch in den USA, dem Hauptexporteur für den europäischen Markt, dominierte noch in der Mitte der 1980er Jahre der Wildfang. Einen besonderen Ruf erarbeitete sich der Veterinär und Delfinfänger Jay Sweeney, welcher vier- bis sechsjährige Jungtiere in freier Wildbahn vor der Küste Floridas fing, sie dann längere Zeit in einem abgezäunten Meeresareal auf die Haltungsbedingungen in Delfinarien (ständige Gegenwart von Menschen, niedrige Wassertiefen, toter Fisch als Nahrungsquelle) vorbereitete, und sie dann zu damaligen Marktpreisen von 15.000 US-Dollar an Zoos verkaufte. Zu diesem Zeitpunkt war eine geglückte Nachzucht in europäischen Delfinarien noch sehr selten; in fast allen Fällen starben die Säuglinge spätestens nach wenigen Tagen. In SeaWorld San Diego, wo damit 1978 begonnen wurde, hatte die Nachzucht 1985 bereits zu 21 Geburten geführt, bei einer Säuglingssterblichkeit von bloß 15 Prozent.

Von den insgesamt 18 Orcas (Stand: 8. Juni 2024) in den SeaWorld-Parks sind drei noch Wildfänge. Das Zuchtprogramm wurde, trotz Erfolg, aufgrund wachsender Kritik beendet.

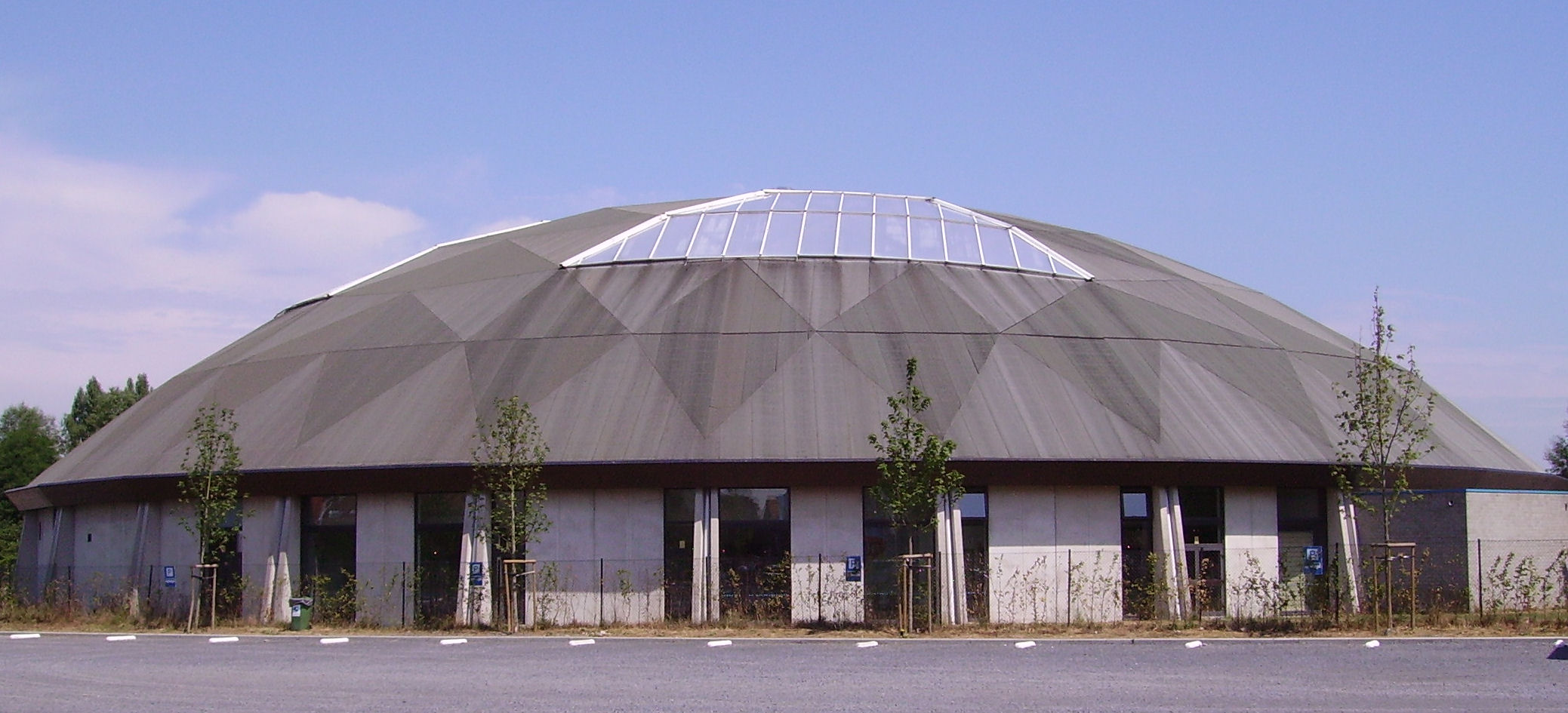
Delfinarium in Brügge

### Auswirkungen der Kritik
In einigen Ländern, darunter die Schweiz, sind Delfinarien inzwischen verboten. In vielen Ländern gibt es Aktivisten, die ein Verbot fordern. Der Europäische Zoo- und Aquarienverband kritisiert derartige Schritte scharf.
Einer der bekanntesten Kritiker ist Ric O’Barry, der ehemalige Delfintrainer der Fernsehserie Flipper. Nachdem ein Delfin in seinen Armen gestorben war, gab er seinen Job als Trainer auf und gründete 1970 die Organisation „Dolphin Project“. Seither setzt er sich gegen die Haltung von Delfinen in Gefangenschaft ein. In seinem Dokumentarfilm Die Bucht (2009) deckt er grausame Methoden beim Fang der zukünftigen Artisten auf und stellt dar, wie ihre nicht ausgewählten Artgenossen auf brutale Weise umgebracht werden.
Ein weiterer Dokumentarfilm, der sich mit der Haltung von Delfinen – im Speziellen Orcas – in Freizeitparks beschäftigt, ist Blackfish aus dem Jahr 2013. Der Dokumentarfilm von Gabriela Cowperthwaite, der die Geschichte des Orcas Tilikum erzählt und auf die Lebensbedingungen der Tiere eingeht, führte zu einem enormen Besucherrückgang im amerikanischen Freizeitpark SeaWorld. Es gab jedoch viel inhaltliche Kritik an dem Film.
2011 veröffentlichten Whale and Dolphin Conservation, die Born Free Foundation und Endcap einen Untersuchungsbericht über Delfinarien in der EU. Laut Veröffentlichung würde über die Hälfte der EU-Mitgliedstaaten gegen geltendes Recht zum Schutz von in Gefangenschaft gehaltener Delfine und anderer Wale verstoßen.
2019 veröffentlichte Whale and Dolphin Conservation (WDC) einen Bericht zu den deutschen Delfinarien in Duisburg und Nürnberg. Diese veröffentlichten als Antwort eine kommentierte Version des Berichts, in der inhaltliche Fehler korrigiert und Lücken kritisiert wurden.
In Indien wurden Delfinarien und vergleichbare Einrichtungen nach Wochen der Proteste 2013 verboten.

### Schweiz
Nachdem im Conny-Land, dem letzten Schweizer Delfinarium, acht Delfine innerhalb von drei Jahren gestorben waren, beschloss das Schweizer Parlament am 29. Mai 2012 ein Importverbot von „Delfinen und anderen Walartigen (Cetacea)“ (Art. 7 Abs. 3 Tierschutzgesetz). Das Verbot ist seit dem 1. Januar 2013 in Kraft.
In der Folge beschloss das Conny-Land, sein Delfinarium Ende 2013 zu schließen.

## Beispiele für Delfinarien

### Deutschland

#### Bestehende Delfinarien

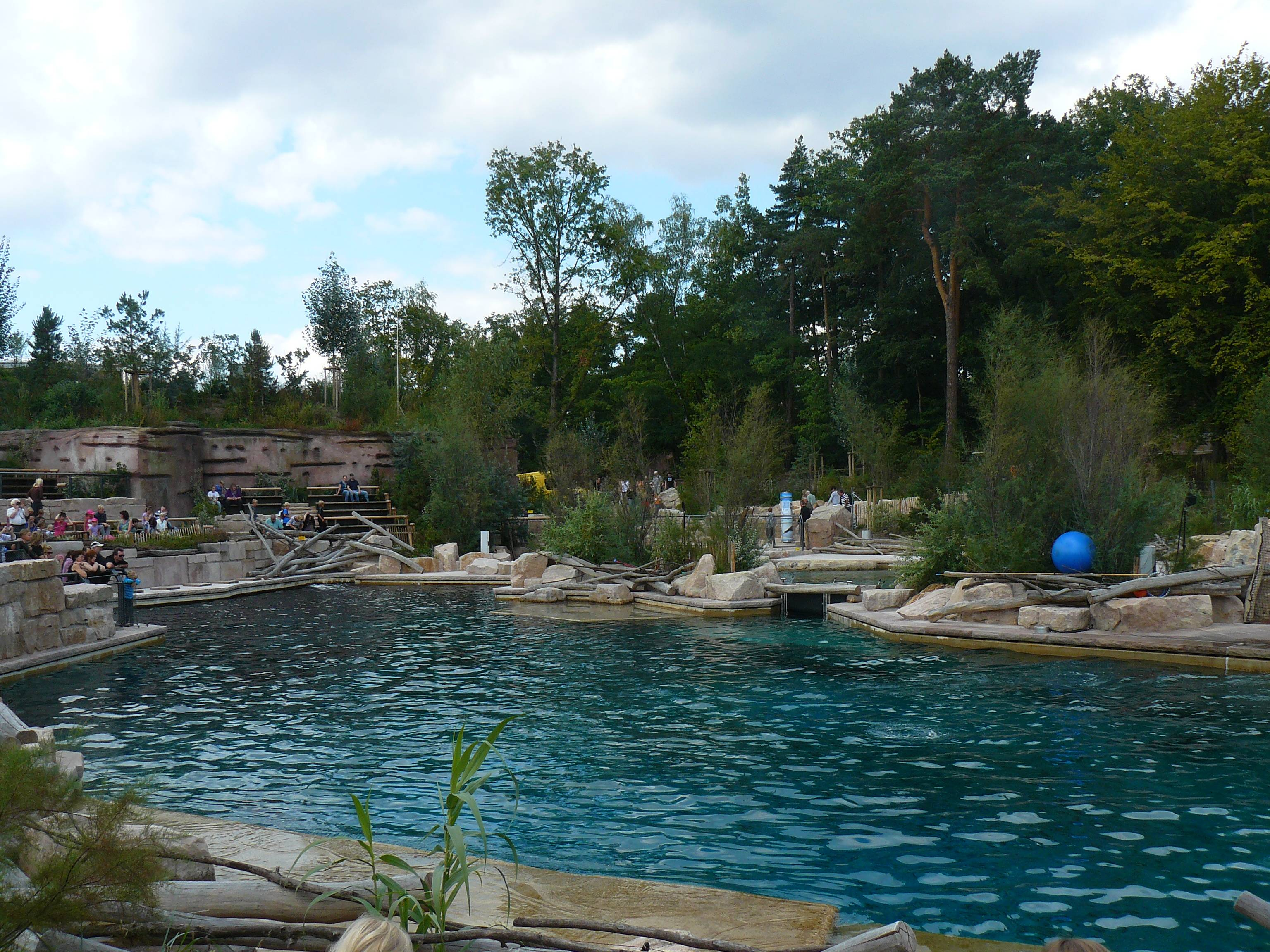
Delfinlagune Tiergarten Nürnberg, 2011

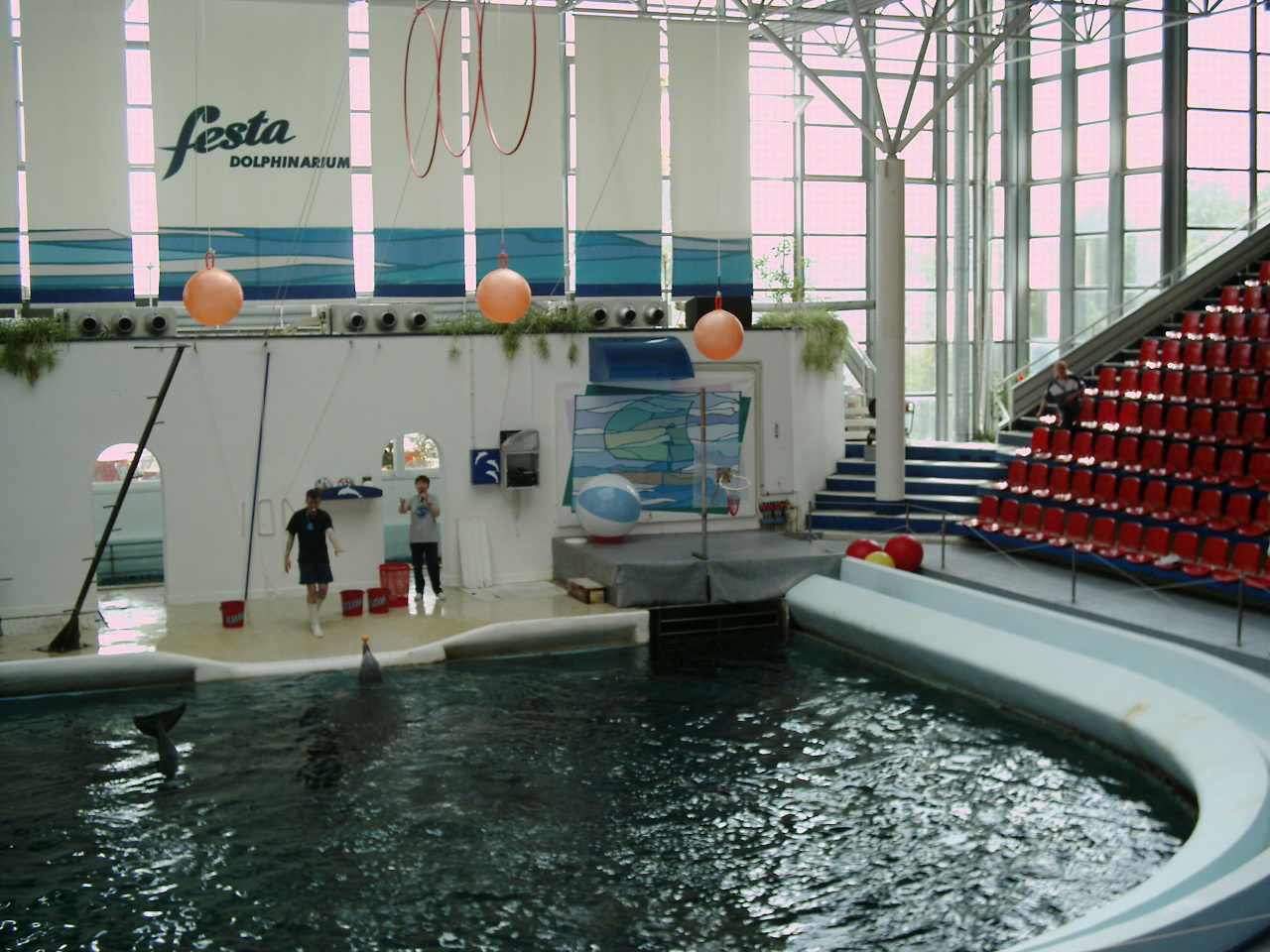
Festa Dolphinarium in Warna (Bulgarien)

| Standort            | Ort      | Eröffnung | Bemerkung |
| ------------------- | -------- | --------- | --------- |
| Zoo Duisburg        | Duisburg | 1965      |           |
| Tiergarten Nürnberg | Nürnberg | 1971      |           |

#### Ehemalige Delfinarien und Shows

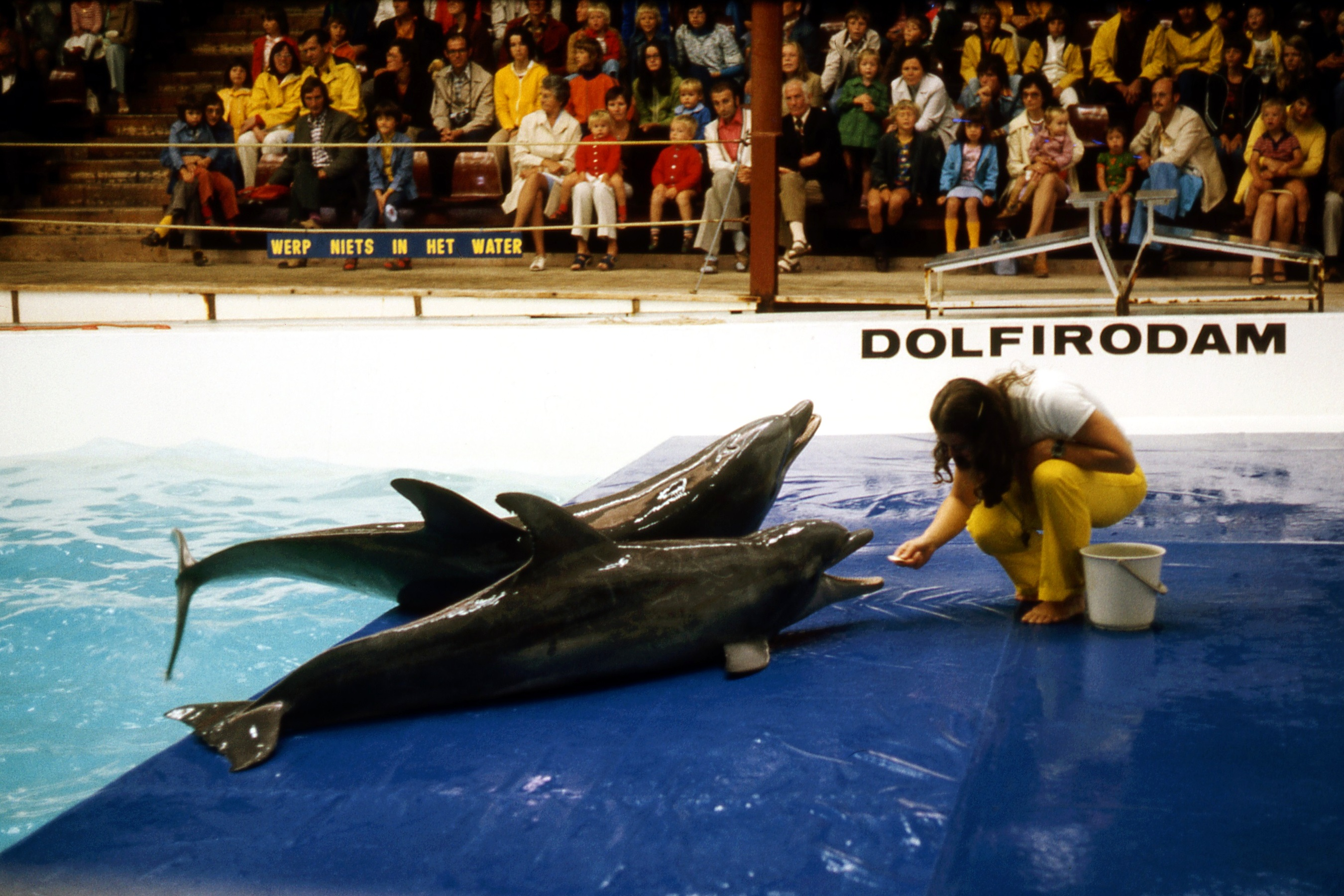
Von 1973 bis 1980 in Betrieb, das Delfinarium Dolfirodam Scharendijke

| Standort                   | Ort                 | Eröffnung | Schließung | Bemerkung |
| -------------------------- | ------------------- | --------- | ---------- | --- |
| Phantasialand              | Brühl               | 1968      | 1991       | |
| Zoologischer Garten Berlin | Berlin              | 1970      | 1973       | Temporäre Sommer Show Florida Delphin Show                                                                       |
| Holiday Park               | Haßloch             | 1971      | 1994       | |
| Tierpark Hagenbeck         | Hamburg             | 1971      | 1995       | |
| ZOOM Erlebniswelt          | Gelsenkirchen       | 1972      | 1973       | Temporäre Sommer Show Florida Delphin Show                                                                       |
| Safariland Wallerstädten   | Groß-Gerau          | 1973      | 1983       | wegen Zerstörung durch Orkan geschlossen                                                                         |
| Allwetterzoo Münster       | Münster             | 1974      | 2013       | |
| Europa-Park                | Rust                | 1976      | 1992       | |
| Zoo Landau                 | Landau in der Pfalz | 1977      | 1978       | Betreiber war der Unternehmer Artur Frank, dem Gründer des Safariland Wallerstädten. 1978 Umzug nach Neunkirchen |
| Zoo Neunkirchen            | Neunkirchen         | 1978      | 1980       | Showbetrieb bis 1979. Betreiber war Unternehmer Artur Frank                                                      |
| Hansa-Park                 | Sierksdorf          | 1978      | 1994       | |
| Heide Park Resort          | Soltau              | 1979      | 2008       | |

### Weitere Delfinarien in der Europäischen Union
- Dolfinarium Harderwijk (Harderwijk, Niederlande)
- Boudewijn Seapark (Brügge, Belgien)
- Delfinariu Constanța (Constanța, Rumänien)
- Festa Delfinarium (Warna, Bulgarien)
- Jardim Zoológico de Lisboa (Lissabon, Portugal)
- Loro Parque (Puerto de la Cruz, Teneriffa, Spanien)
- Palmitos Park (Maspalomas, Gran Canaria, Spanien)
- L’Oceanogràfic (Valencia, Spanien)
- Kolmårdens Djurpark (Schweden)
- Planète Sauvage (Port-Saint-Père, Frankreich)
- Marineland Antibes (Antibes, Frankreich)
- Marineland Catalunya (Malgrat, Spanien)
- Marineland Mallorca (Calvià, Spanien)
- Mediterraneo Marine Park (Sliema, Malta)
- Mundomar (Benidorm, Spanien)
- Aqualand (Adeje, Spanien)
- Litauisches Meeresmuseum (Klaipėda, Litauen)

## Galerie

### Gehaltene Wal- und Delfinarten

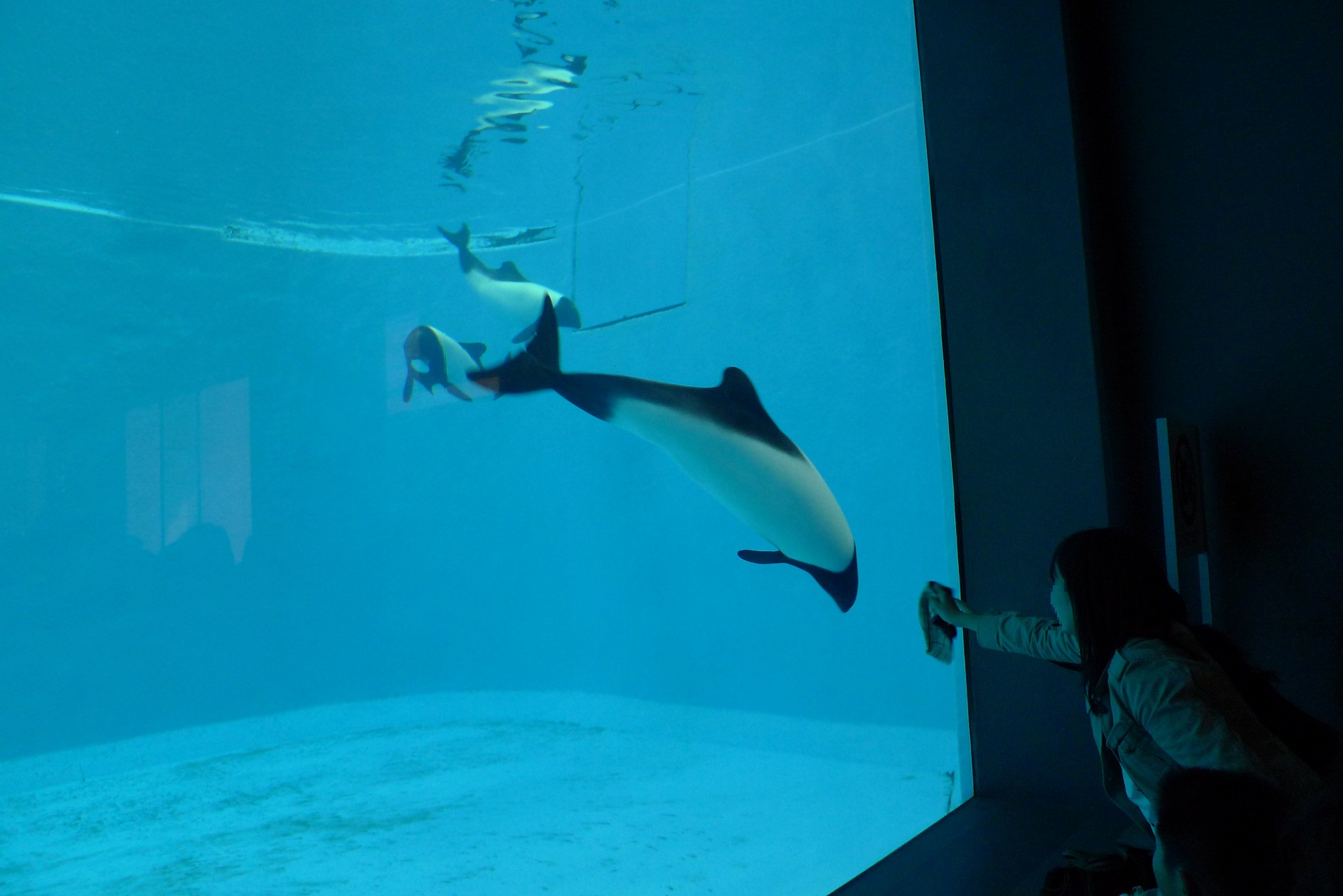
Commerson-Delfin, Toba Aquarium, Japan
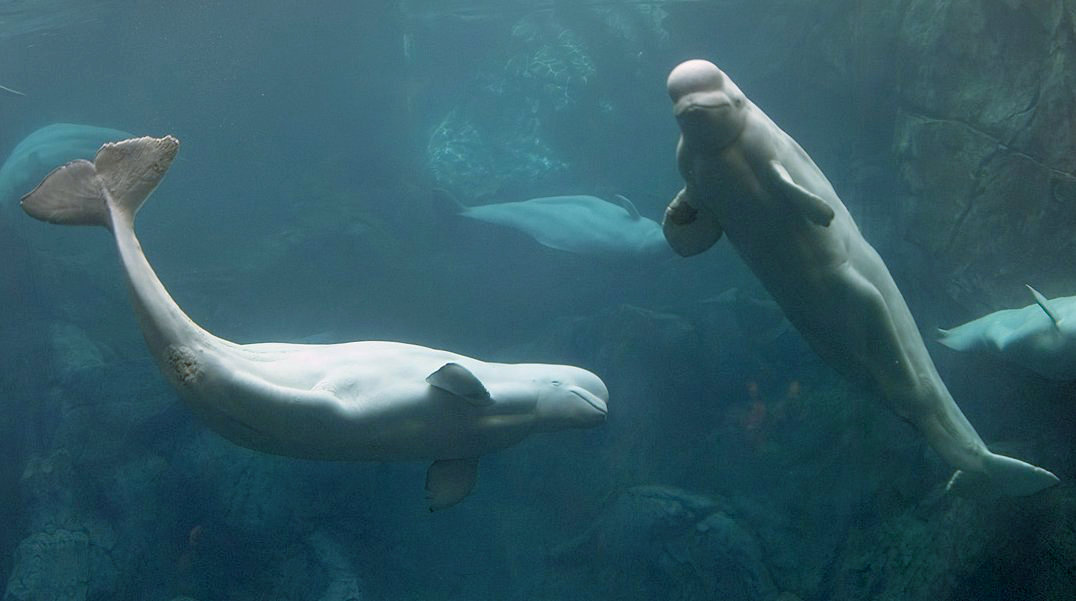
Weißwale, Georgia Aquarium, USA
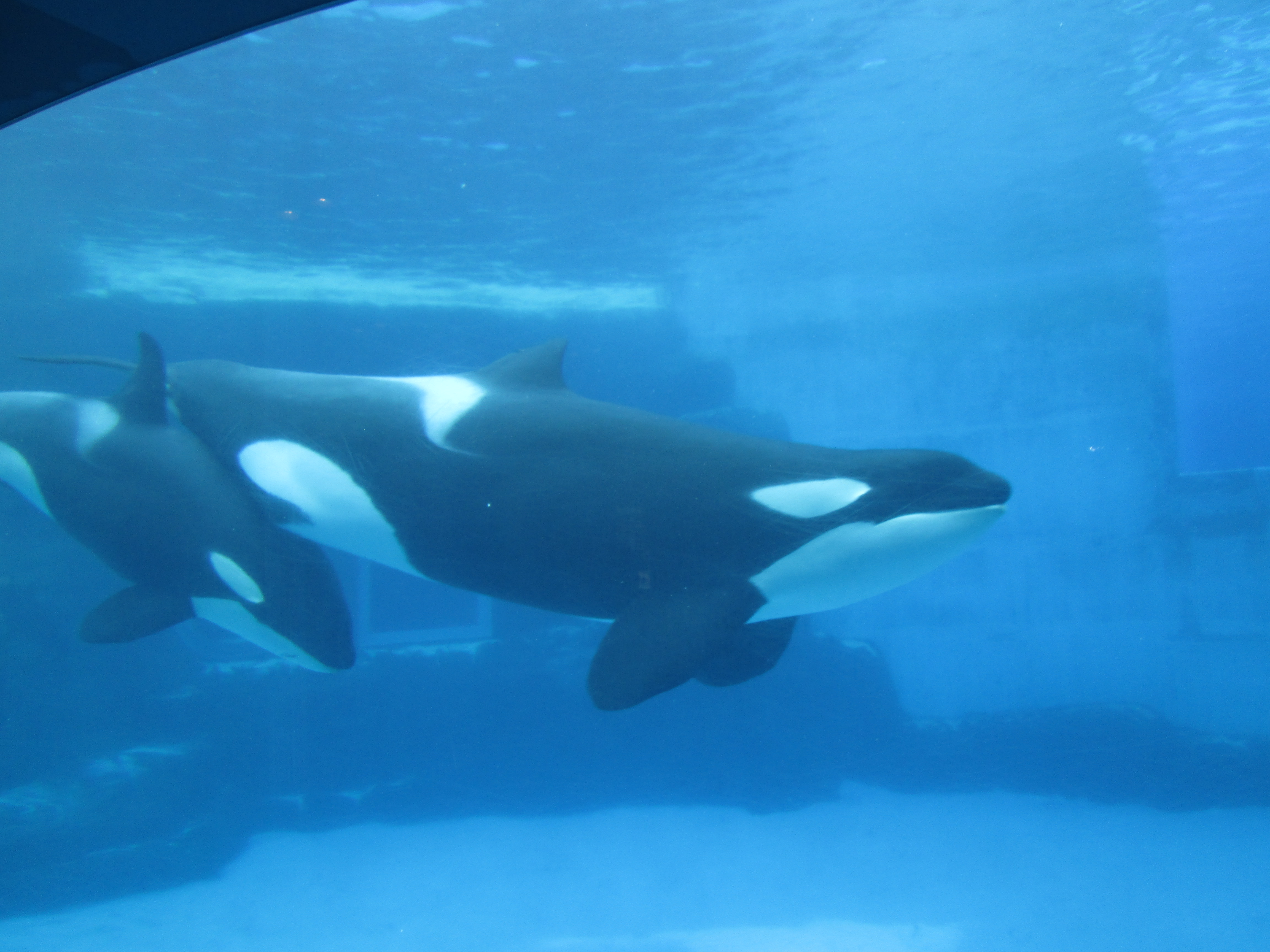
Schwertwale, Port of Nagoya Aquarium, Japan
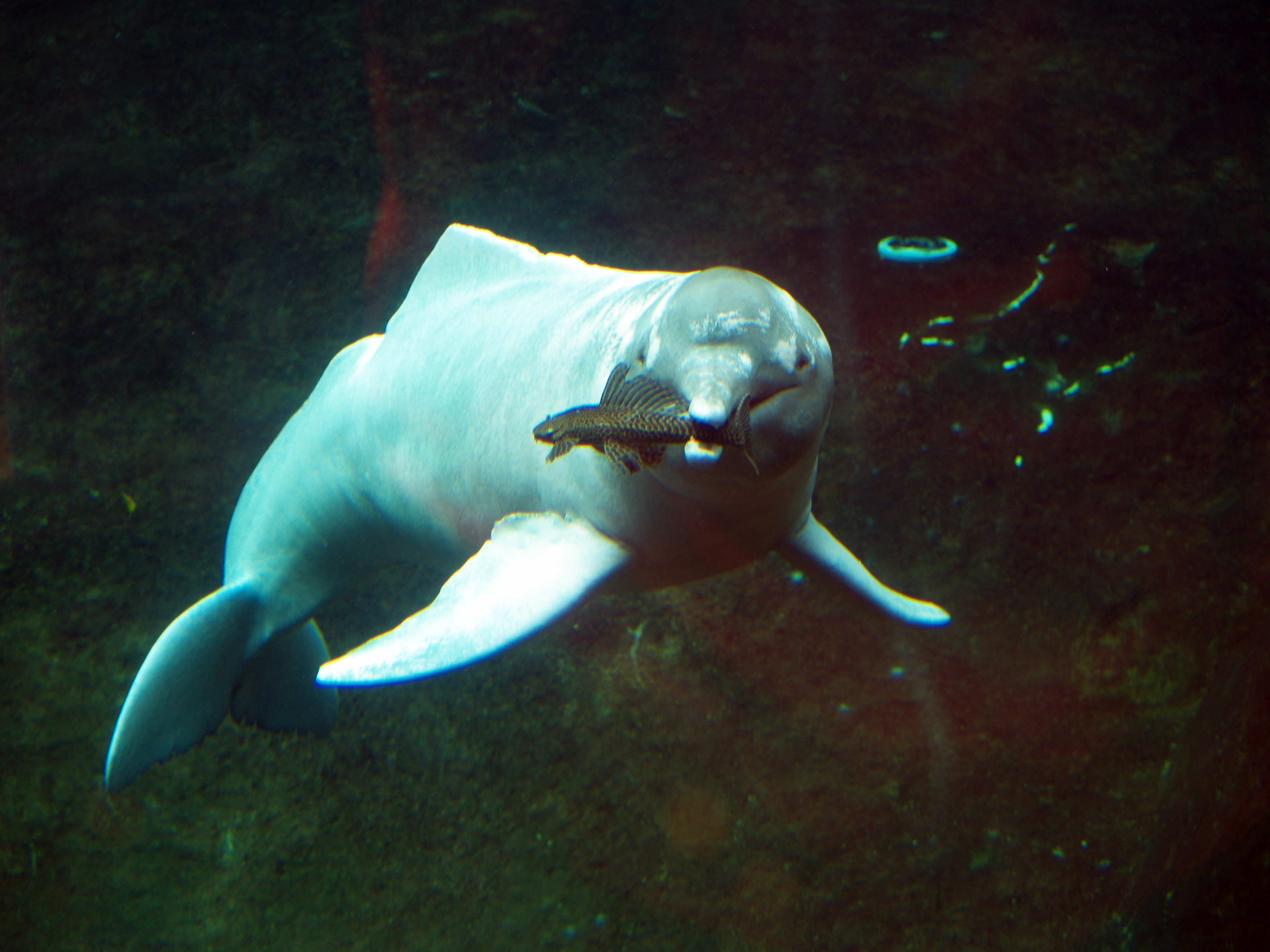
Amazonasdelfin, Zoo Duisburg, Deutschland
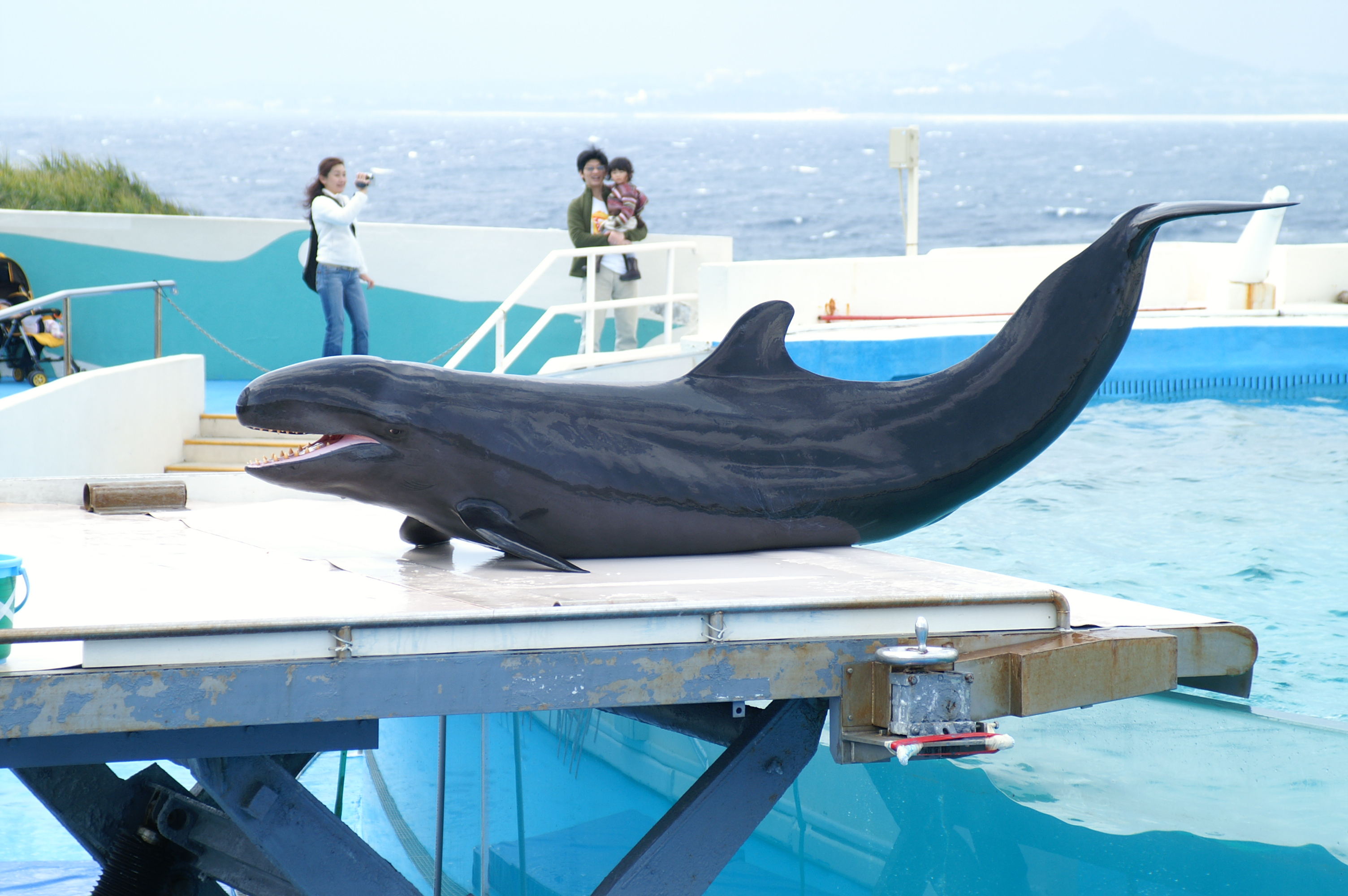
Kleiner Schwertwal, Okinawa Churaumi Aquarium, Japan
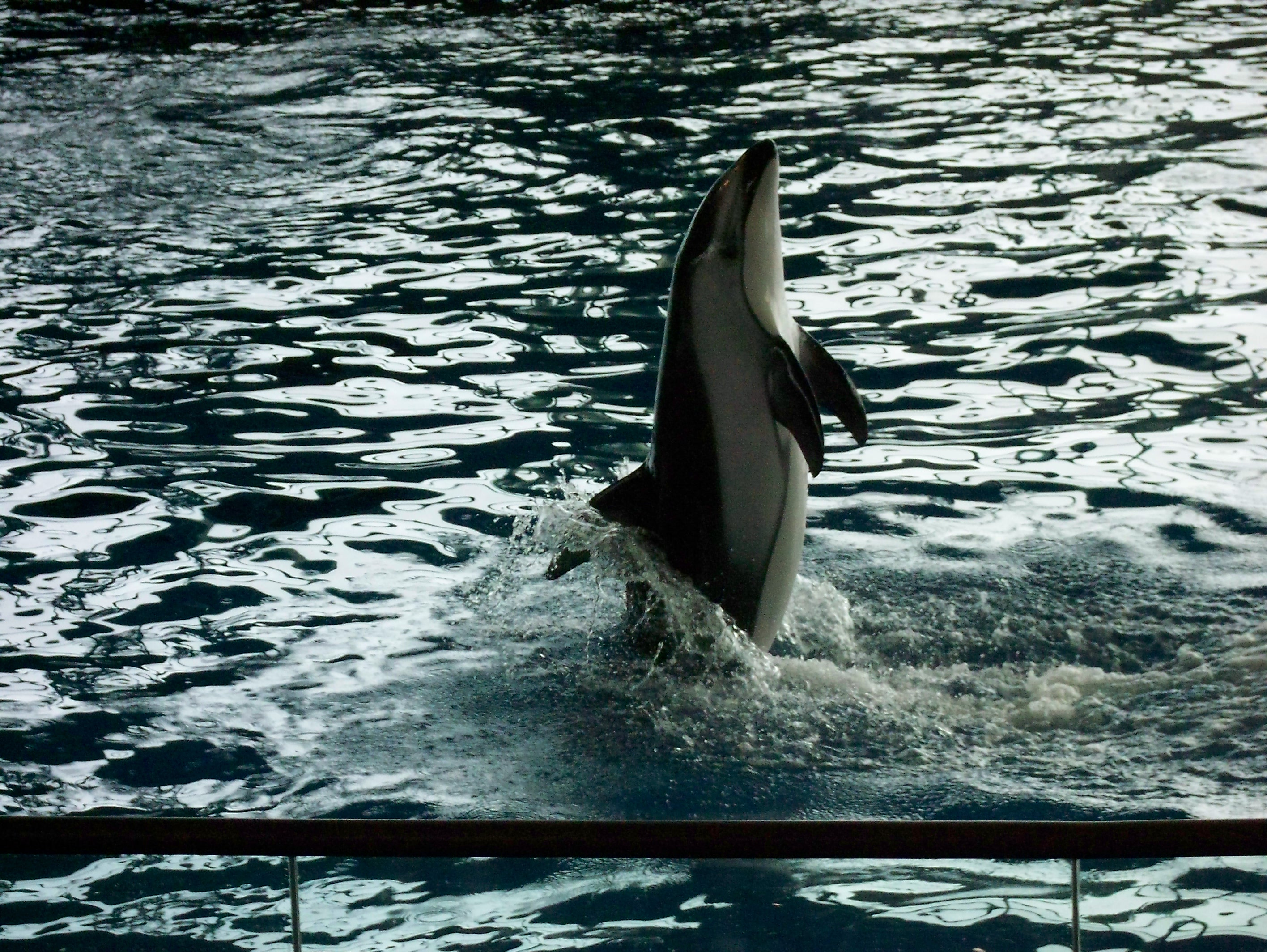
Weißstreifendelfin, Shedd Aquarium, USA
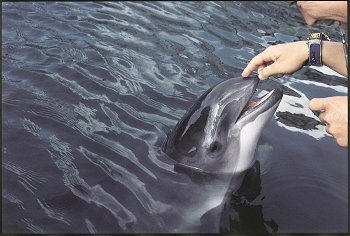
Gewöhnlicher Schweinswal, Fjord&Bælt Center, Dänemark
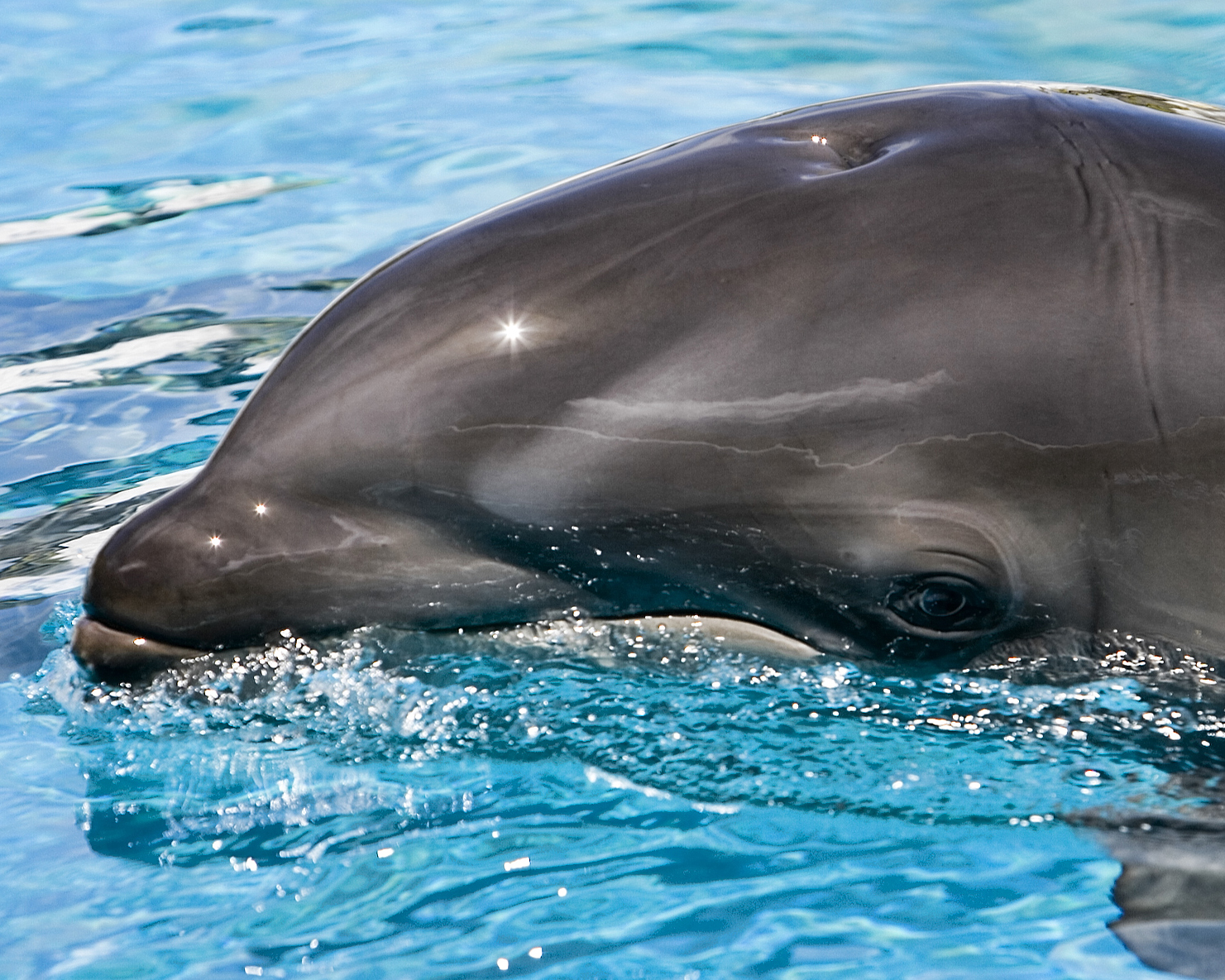
Wolphin, Sea Life Park Hawaii, USA
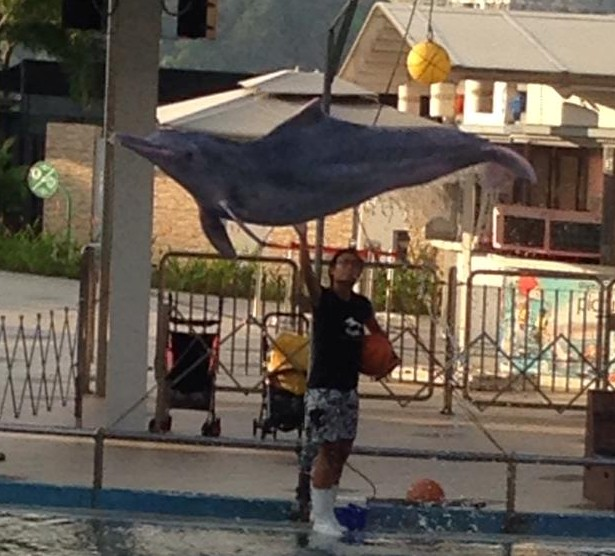
Chinesischer Weißer Delfin, Underwater World Singapur
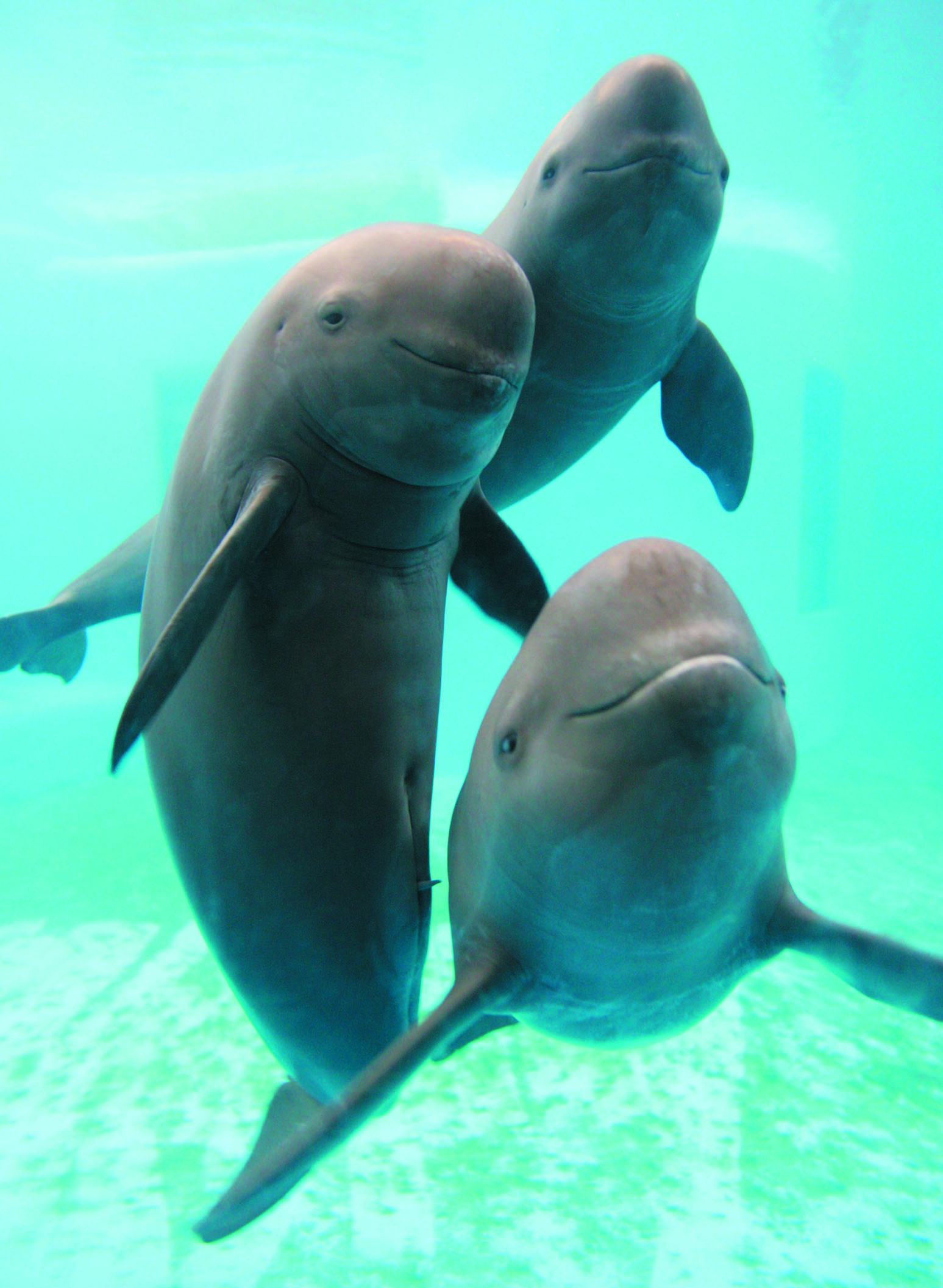
Jangtse-Glattschweinswale im Baiji Dolphinarium der Chinesischen Akademie der Wissenschaften

### Shows

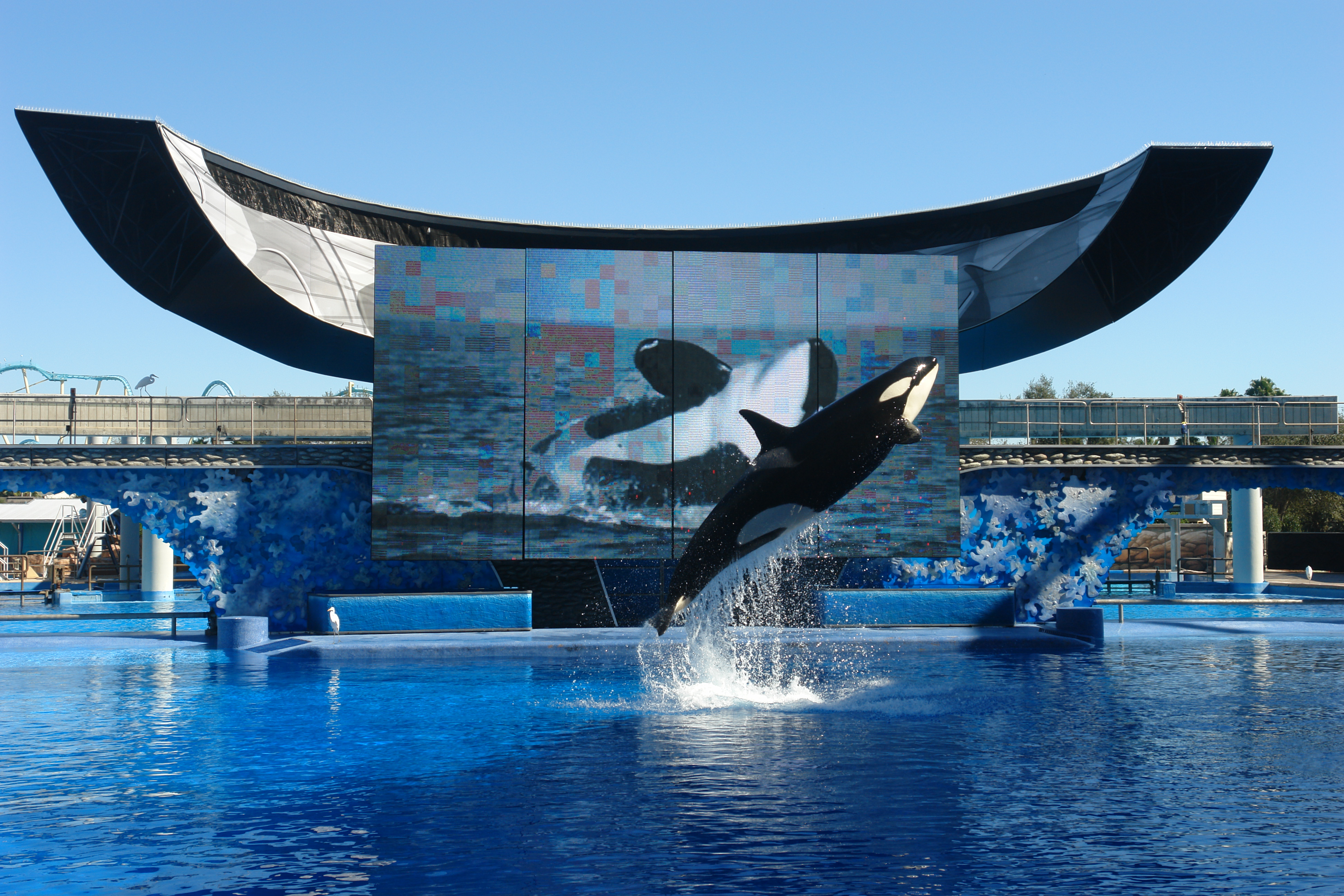
Schwertwale, Seaworld
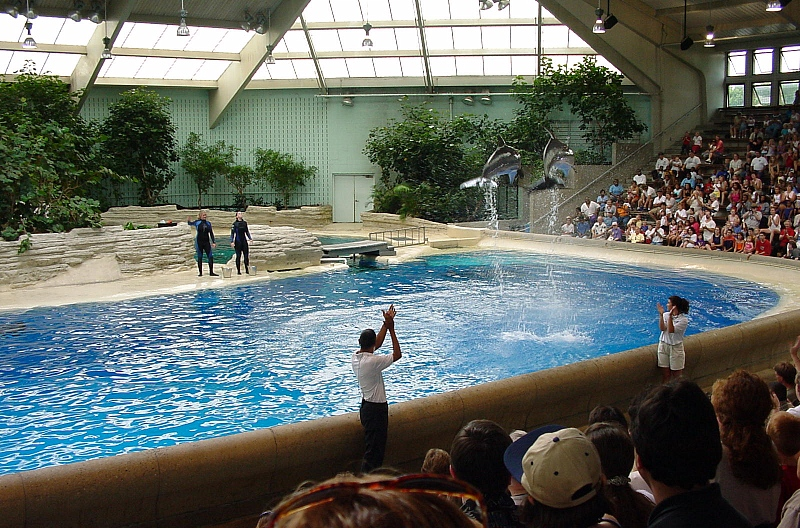
Brookfield Zoo, USA
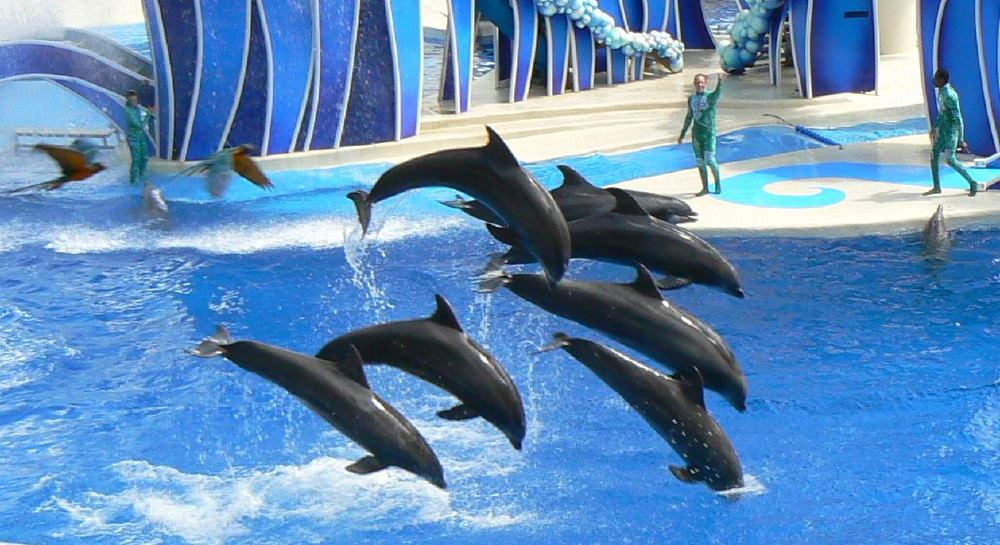
SeaWorld Orlando, USA
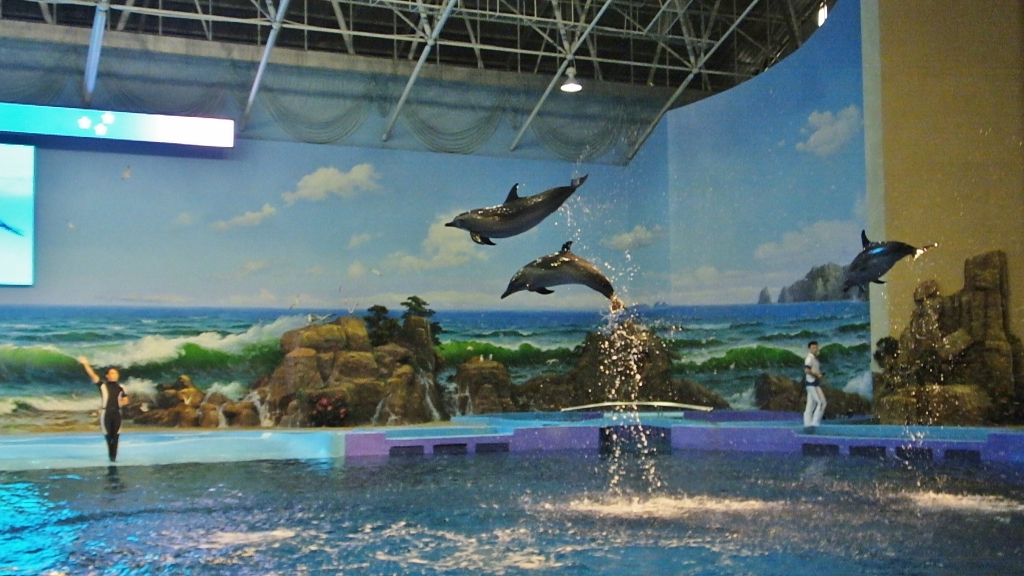
Delfinarium, Nord Korea
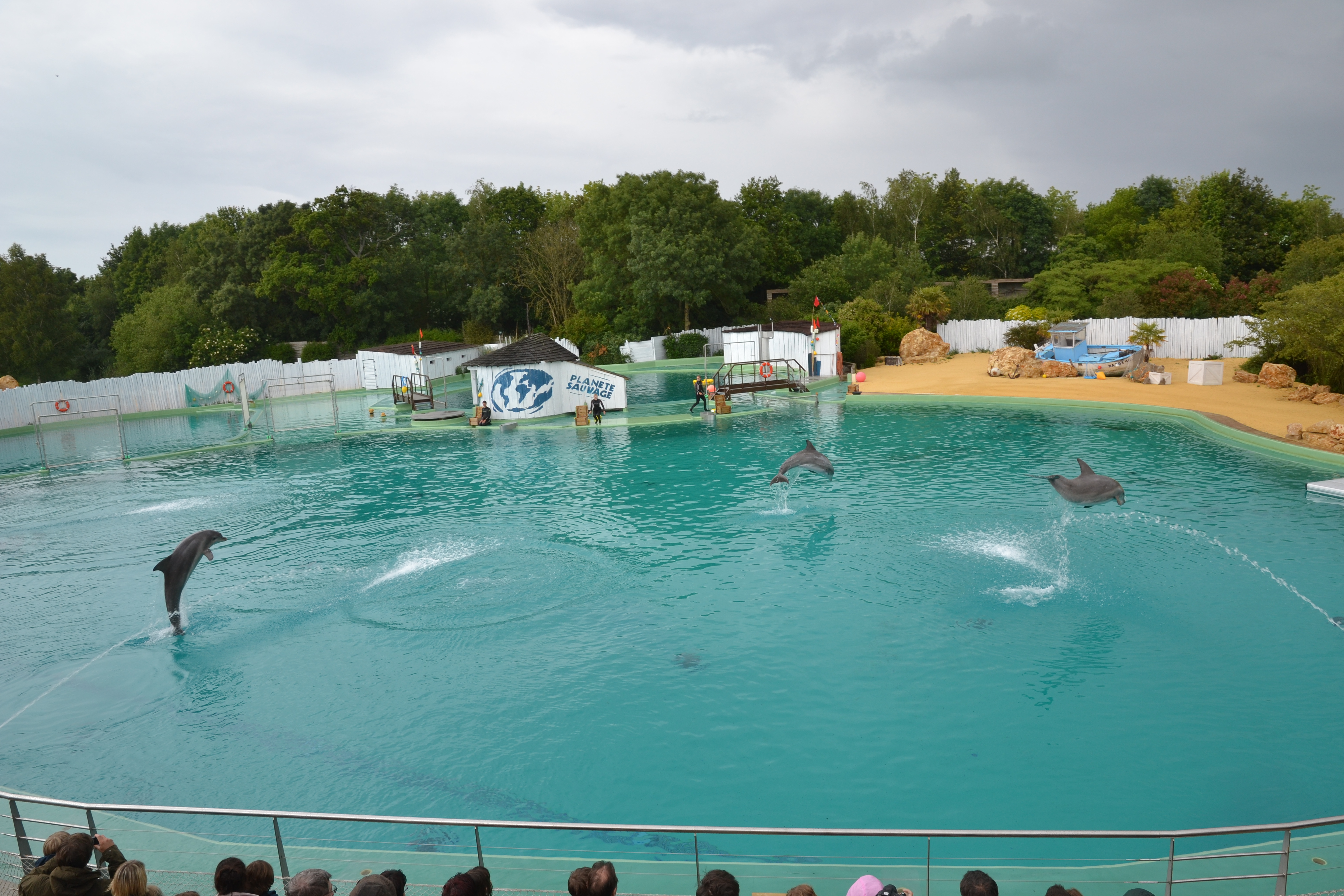
Planète Sauvage, Frankreich
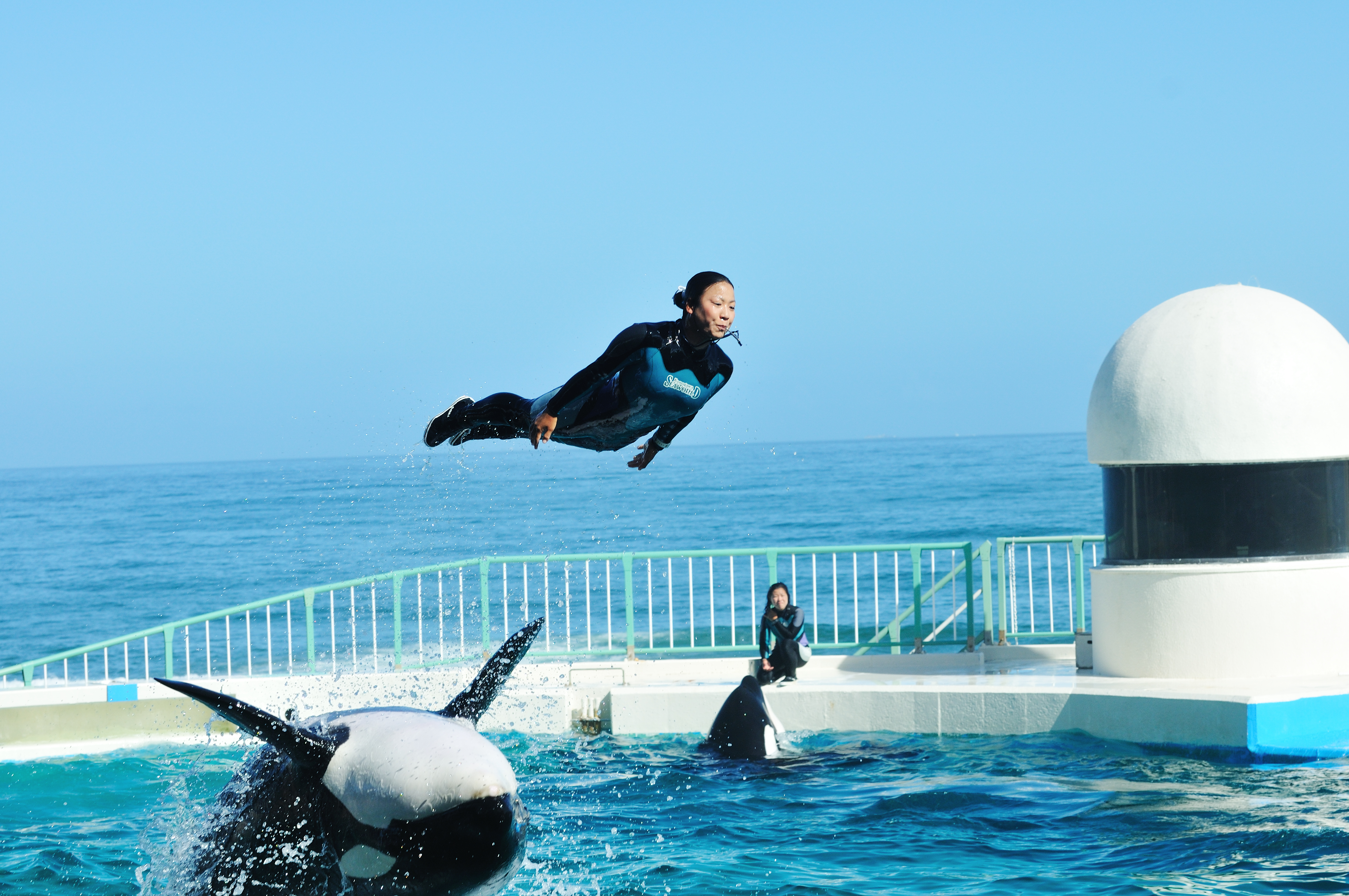
Kamogawa Sea World, Japan
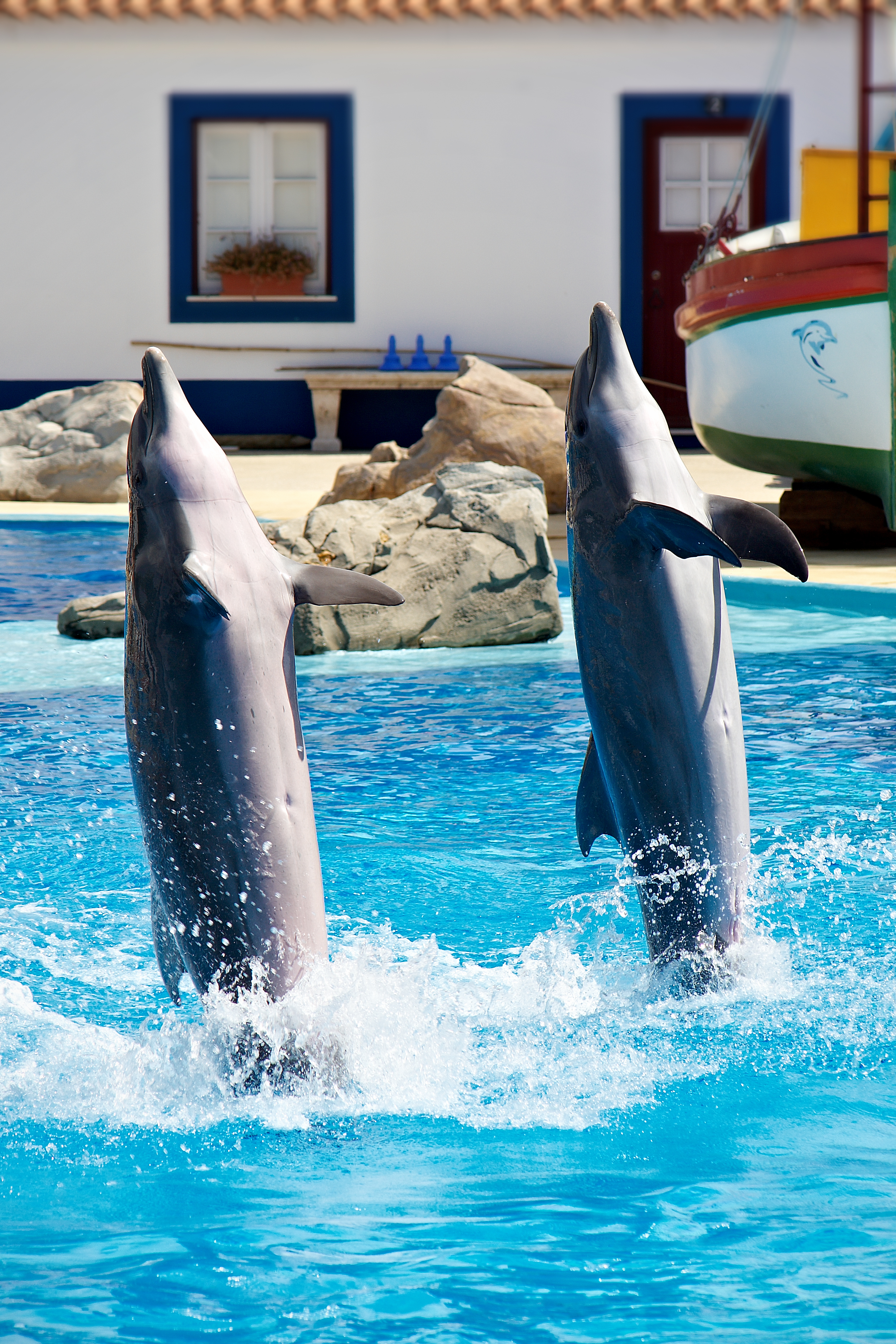
Zoo Lissabon, Portugal
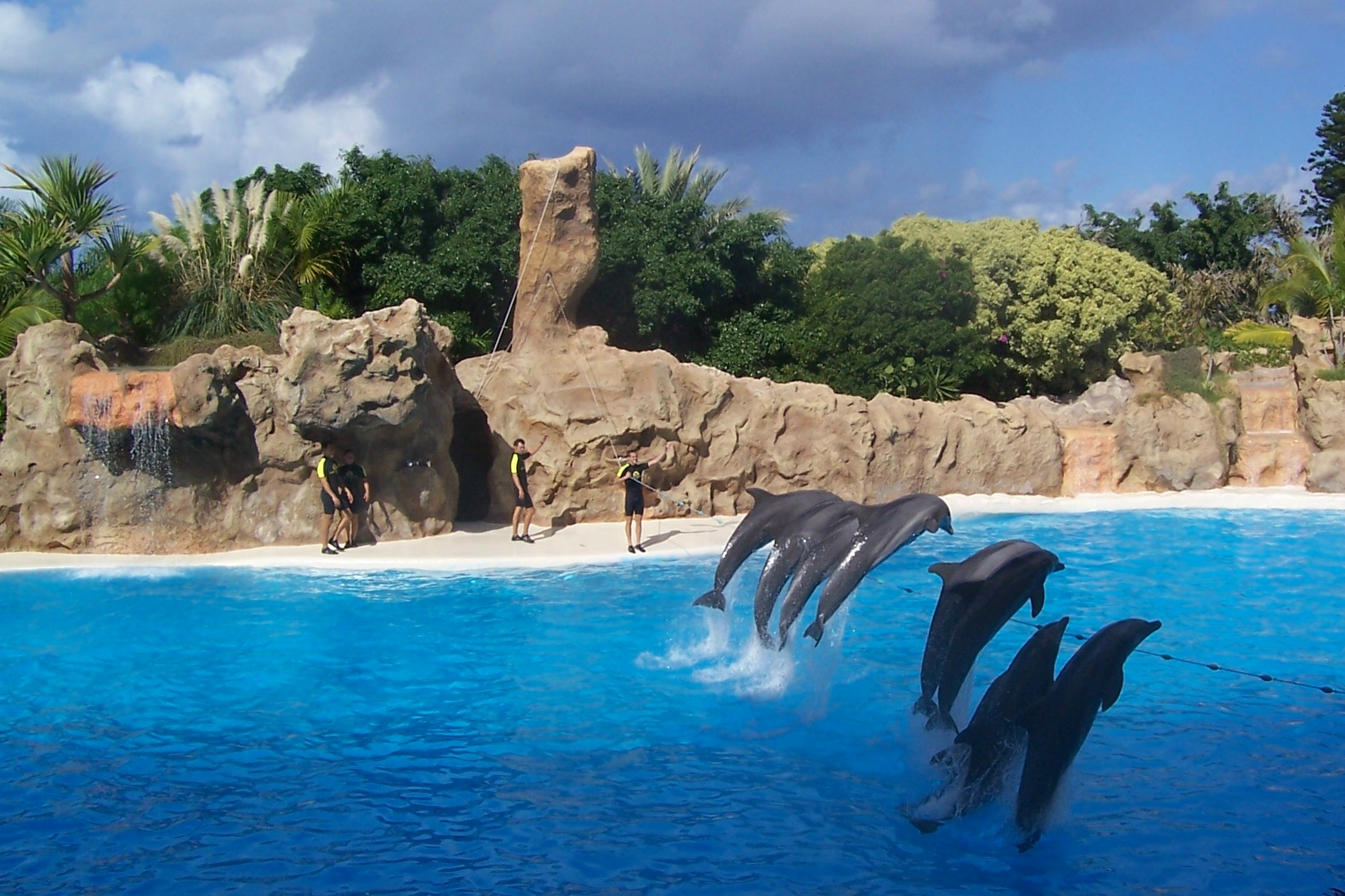
Loro Parque, Spanien
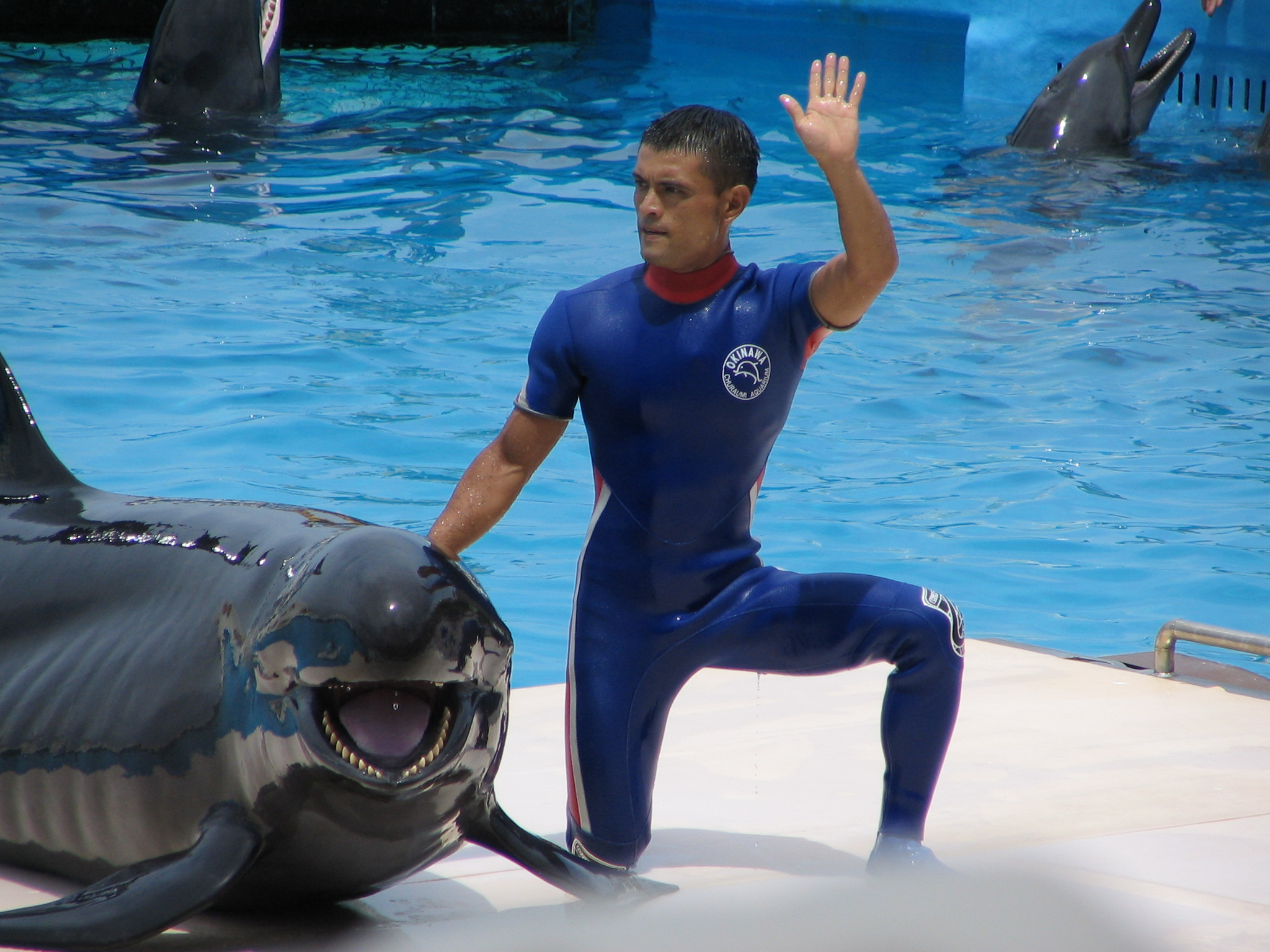
Okinawa-Churaumi-Aquarium
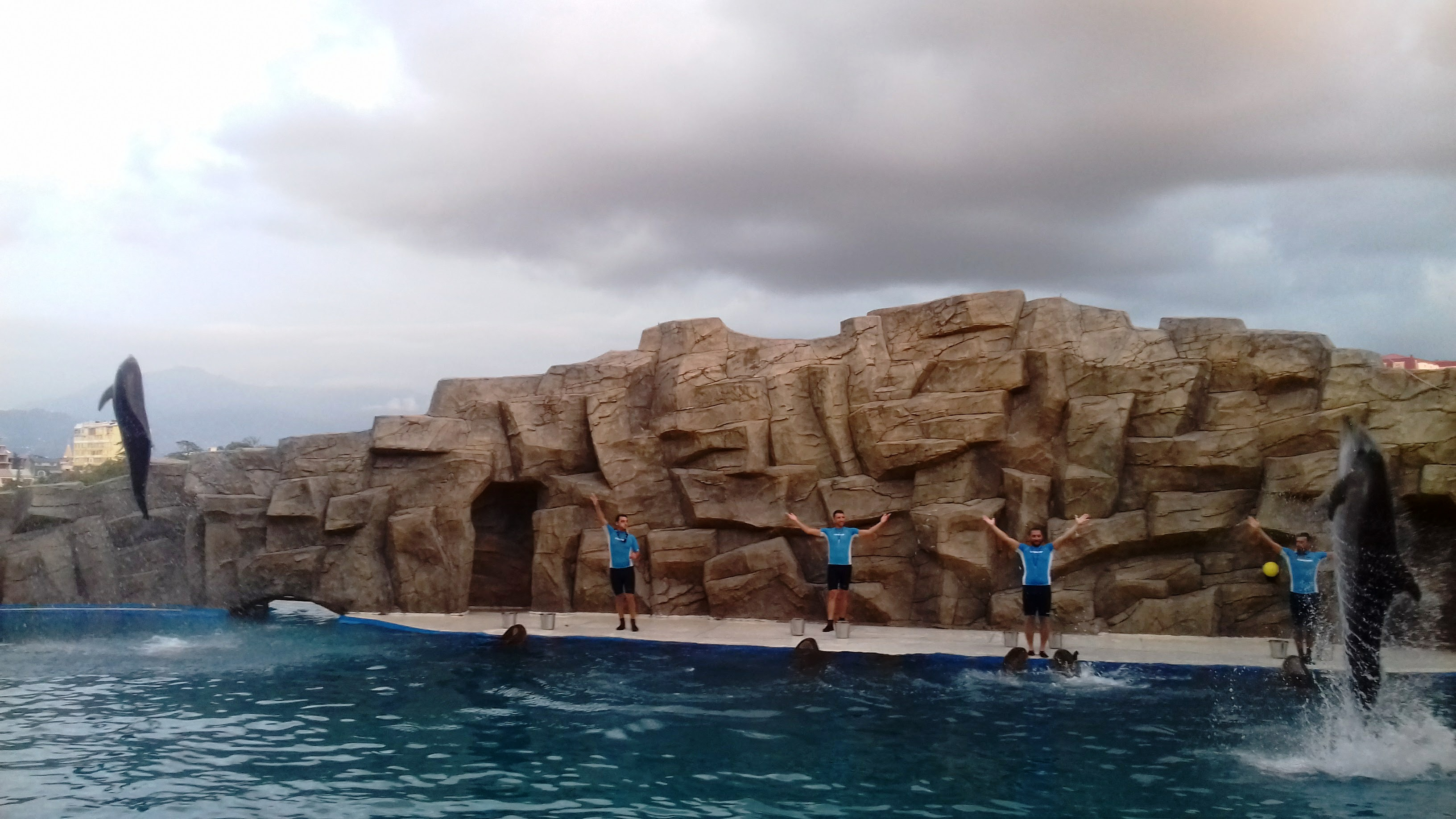
Batumi Dolphinarium, Georgien